# 内閣の担当大臣
内閣の担当大臣（ないかくのたんとうだいじん）は、内閣総理大臣が内閣官房の担務である行政各部の所管する事務の調整のうち、時々に重要とされる政策について行政各部の所管する事務の調整を命じられた国務大臣である。内閣の担当大臣としては、各省大臣ではなく、内閣府に置かれる内閣府特命担当大臣と同様に、省庁は所管せずに内閣総理大臣を補佐する大臣として職務に当たる。ただし、財務大臣がデフレ脱却担当大臣となっているような場合もある。また内閣官房長官は、もともと内閣官房の事務を統轄（内閣法第13条第3項）しており、さらに内閣の担当大臣を命じることは重複となるが、特に政策的に機微である事項について政治的な理由で担当大臣とすることがある。なお内閣法3条2項は、無任所大臣の根拠ではあるが、内閣の担当大臣の直接の根拠ではない。

## 内閣府特命担当大臣との相違点
緊急あるいは柔軟に対応すべき施策の対応部署を設けて指揮を国務大臣に任せる場合は、内閣府ではなく内閣官房に設置される事例が多い。内閣官房に設ける場合は、内閣法第12条第2項により「企画及び立案並びに総合調整」が内閣官房の事務として包括的に規定されているため、法令改正が不要で、内閣総理大臣発出の辞令・決裁のみで時々に重要とされる政策について柔軟に設置が可能であり、菅義偉内閣におけるワクチン接種推進担当大臣のように辞令をもちいず、口頭指示だけでおくこともある。
これに対し、内閣府特命担当大臣は、内閣府設置法第9条第1項に基づき、内閣府の事務として規定されてものを掌理する職とされ、その事務の下部組織は内閣府の機構として置かれる男女共同参画局、経済財政諮問会議、総合科学技術・イノベーション会議、中央防災会議、規制改革推進会議、沖縄振興局、北方対策本部、金融庁、消費者庁などであり、おおむねそれらの施策対象は時限的でなくある程度永続的なもの、または北方領土問題のようにいつ行政目的が達成されるか見通しがつかないものとなっている。
内閣官房に設置された緊急施策の担当を命ぜられた国務大臣は法的に特命担当大臣とは異なり、漢語的な正式名称は存在しない。辞令も、内閣府特命担当大臣は「規制改革を担当させる」など漢語呼称で担当を命じられるのに対して、「行政改革を推進するため行政各部の所管する事務の調整を担当させる」と文章形式の辞令となる。
内閣の担当大臣の発令は、下記の如く縦書きで官報に掲載される。
```
　　　　　　　　　　　　氏　　　名
　国務大臣に任命する
　　　　　　　国務大臣　氏　　　名
　行政改革を推進するため行政各部の所管する事務の調整を担当させる

```

内閣府特命担当大臣と兼任する場合、2005年の竹中平蔵国務大臣を「経済財政政策担当大臣、郵政民営化担当大臣」と略称する表記は誤りではないが、「内閣府特命担当大臣（経済財政政策、郵政民営化）」は誤りとなる。郵政民営化準備室は時限的施策として内閣官房に置かれ、業務を総括することは「内閣府特命担当大臣たる竹中平蔵の担当職務」ではなく、「国務大臣たる竹中平蔵へ命ぜられた分担事務」として「郵政民営化を政府一体となって円滑に推進するため企画立案及び行政各部の所管する事務の調整を担当させる」と文章形式で辞令されている。

## 現在の担当大臣
第2次石破内閣では、第1次石破内閣と同様にデフレ脱却担当大臣、原子力経済被害担当大臣、GX実行推進担当大臣、産業競争力担当大臣、水循環政策担当大臣、国際園芸博覧会担当大臣、沖縄基地負担軽減担当大臣、拉致問題担当大臣、国家公務員制度担当大臣、サイバー安全保障担当大臣、福島原発事故再生総括担当大臣、国土強靱化担当大臣、領土問題担当大臣、女性活躍担当大臣、経済再生担当大臣、新しい資本主義担当大臣、スタートアップ担当大臣、賃金向上担当大臣、感染症危機管理担当大臣、全世代型社会保障改革担当大臣、防災庁設置準備担当大臣、経済安全保障担当大臣、行政改革担当大臣、新しい地方経済・生活環境創生担当大臣、国際博覧会担当大臣が置かれている。 第2次岸田第2次改造内閣との対比では、賃金向上担当大臣、防災庁設置準備担当大臣、新しい地方経済・生活環境創生担当大臣が新たに設置され、ロシア経済分野協力担当大臣、孤独・孤立対策担当大臣、デジタル行財政改革担当担当、デジタル田園都市国家構想担当大臣が廃止された。なお、教育未来創造担当大臣は第2次岸田第1次改造内閣では設置されていたが、第2次岸田第2次改造内閣で廃止されている。

### 内閣の担当大臣及び主な担務一覧
| 担当大臣名                       | 氏名         | 兼務                                                                                         | 主な担務                                                   |
| -------------------------------- | ------------ | -------------------------------------------------------------------------------------------- | ---------------------------------------------------------- |
| デフレ脱却担当                   | 加藤勝信     | 財務大臣、内閣府特命担当大臣（金融）                                                         | デフレ脱却推進                                             |
| 原子力経済被害担当               | 武藤容治     | 経済産業大臣、内閣府特命担当大臣（原子力損害賠償・廃炉等支援機構）                           | 原子力発電所事故による経済被害対応                         |
| GX実行推進担当                   | 武藤容治     | 経済産業大臣、内閣府特命担当大臣（原子力損害賠償・廃炉等支援機構）                           | GX実行推進                                                 |
| 産業競争力担当                   | 武藤容治     | 経済産業大臣、内閣府特命担当大臣（原子力損害賠償・廃炉等支援機構）                           | 産業競争力強化推進                                         |
| 水循環政策担当                   | 中野洋昌     | 国土交通大臣                                                                                 | 水循環政策                                                 |
| 国際園芸博覧会担当               | 中野洋昌     | 国土交通大臣                                                                                 | 国際園芸博覧会                                             |
| 沖縄基地負担軽減担当             | 林芳正       | 内閣官房長官                                                                                 | 沖縄基地負担軽減                                           |
| 拉致問題担当                     | 林芳正       | 内閣官房長官                                                                                 | 拉致問題対策                                               |
| 国家公務員制度担当               | 平将明       | デジタル大臣、内閣府特命担当大臣（規制改革）                                                 | 国家公務員制度及び行政組織                                 |
| デジタル行財政改革担当           | 平将明       | デジタル大臣、内閣府特命担当大臣（規制改革）                                                 | デジタル行財政改革                                         |
| 行政改革担当                     | 平将明       | デジタル大臣、内閣府特命担当大臣（規制改革）                                                 | 行政改革推進、内閣官房・内閣府の見直し                     |
| サイバー安全保障担当大臣         | 平将明       | デジタル大臣、内閣府特命担当大臣（規制改革）                                                 | サイバー安全保障体制整備準備                               |
| 福島原発事故再生総括担当         | 伊藤忠彦     | 復興大臣                                                                                     | 福島原発事故再生総括                                       |
| 国土強靭化担当                   | 坂井学       | 国家公安委員会委員長、内閣府特命担当大臣（防災、海洋政策）                                   | 国土強靱化推進                                             |
| 領土問題担当                     | 坂井学       | 国家公安委員会委員長、内閣府特命担当大臣（防災、海洋政策）                                   | 領土・主権対策                                             |
| 共生社会担当                     | 三原じゅん子 | 内閣府特命担当大臣（こども政策少子化対策若者活躍、男女共同参画）                             | 個性と多様性が尊重される社会の実現に向けた施策の検討・推進 |
| 女性活躍担当                     | 三原じゅん子 | 内閣府特命担当大臣（こども政策少子化対策若者活躍、男女共同参画）                             | 女性活躍推進                                               |
| 経済再生担当                     | 赤澤亮正     | 内閣府特命担当大臣（経済財政政策）                                                           | 経済再生、TPP、日EU・EPA及び日米貿易協定の国内対策         |
| 新しい資本主義担当               | 赤澤亮正     | 内閣府特命担当大臣（経済財政政策）                                                           | 新しい資本主義政策の検討、海外ビジネス投資支援             |
| 賃金向上担当                     | 赤澤亮正     | 内閣府特命担当大臣（経済財政政策）                                                           | 賃金向上推進                                               |
| スタートアップ担当               | 赤澤亮正     | 内閣府特命担当大臣（経済財政政策）                                                           | スタートアップ推進、スタートアップ・キャンパス構想         |
| 感染症危機管理担当               | 赤澤亮正     | 内閣府特命担当大臣（経済財政政策）                                                           | 新型インフルエンザ等対策、感染症危機管理                   |
| 全世代型社会保障改革担当         | 赤澤亮正     | 内閣府特命担当大臣（経済財政政策）                                                           | 全世代型社会保障検討、就職氷河期世代支援推進、社会保障改革 |
| 防災庁設置準備担当               | 赤澤亮正     | 内閣府特命担当大臣（経済財政政策）                                                           | 防災庁設置準備                                             |
| 経済安全保障担当                 | 城内実       | 内閣府特命担当大臣（知的財産戦略、クールジャパン戦略、科学技術政策、宇宙政策、経済安全保障） | 経済安全保障推進                                           |
| 新しい地方経済・生活環境創生担当 | 伊東良孝     | 内閣府特命担当大臣（沖縄及び北方対策、地方創生、消費者及び食品安全、アイヌ施策）             | 新しい地方経済・生活環境創生、まち・ひと・しごと創生       |
| 国際博覧会担当                   | 伊東良孝     | 内閣府特命担当大臣（沖縄及び北方対策、地方創生、消費者及び食品安全、アイヌ施策）             | 国際博覧会                                                 |

詳しくは大臣等の主な担務を参照。担当大臣が置かれていない担務も存在する。特筆されていない事務は内閣官房長官が担当する。
発令については歴代内閣の担当大臣を参照。

## 歴代内閣の担当大臣（中央省庁再編後）
- 内閣府特命担当大臣に含まれない担当大臣を記載する。
- 本大臣辞令は本項の対象外で歴代全部の網羅は膨大であるため、中央省庁再編後に限定して記す。
- 同一内閣の担当の記載順序は官報の記載順によるが、ひとりの大臣が複数の事務を担当する場合は取りまとめて記す。
- 内閣の発足日より後に新たに設けられた担当は「※増」を、途中で廃止となった担当は「※解」を付す。内閣の発足と改造及び途中新設・廃止の発令年月日の詳細は、各内閣記事の大臣一覧参照。
- 辞令中の年号は官報では縦書のため漢数字だが、本項は算用数字で記す。「新千年期」など名詞的なものはそのまま記載する。辞令の年数の漢数字は「二千五年」や「平成十七年」などと表記されている。

| 第2次森改造（再編後） | 地球環境問題に対応するための施策を政府一体となって円滑に推進するため行政各部の所管する事務の調整担当                                                                               | 川口順子         |          |
| 第2次森改造（再編後） | 行政改革を推進するため行政各部の所管する事務の調整担当 | 橋本龍太郎       |          |
| 第2次森改造（再編後） | 首都機能移転の具体化に向けた検討を推進するため行政各部の所管する事務の調整担当 | 林寛子（扇千景） |          |
| 第2次森改造（再編後） | 2005年（平成17年）に愛知県において開催する国際博覧会の円滑な準備及び運営に資するため行政各部の所管する事務の調整担当                                                               | 平沼赳夫         |          |
| 第2次森改造（再編後） | 新千年紀記念行事を円滑に推進するため行政各部の所管する事務の調整担当 | 額賀福志郎       | 辞任     |
| 第2次森改造（再編後） | 情報通信技術（IT）による産業・社会構造の変革を円滑に推進するため行政各部の所管する事務の調整担当                                                                                   | 額賀福志郎       | 辞任     |
| 第2次森改造（再編後） | （直近上記2つの担当） | 麻生太郎         | 後任     |
| 第2次森改造（再編後） | 内閣官房が所掌する危機管理に関する事務担当 | 伊吹文明         |          |
| 第1次小泉 | 地球環境問題に対応するための施策を政府一体となって円滑に推進するため行政各部の所管する事務の調整担当                                                                               | 川口順子         | 閣内異動 |
| 第1次小泉 | 地球環境問題に対応するための施策を政府一体となって円滑に推進するため行政各部の所管する事務の調整担当                                                                               | 大木浩           | 後任     |
| 第1次小泉 | 行政改革を推進するため行政各部の所管する事務の調整担当 | 石原伸晃         |          |
| 第1次小泉 | 首都機能移転の具体化に向けた検討を推進するため行政各部の所管する事務の調整担当 | 林寛子（扇千景） |          |
| 第1次小泉 | 2005年（平成17年）に愛知県において開催する国際博覧会の円滑な準備及び運営に資するため行政各部の所管する事務の調整担当                                                               | 平沼赳夫         |          |
| 第1次小泉 | 新千年紀記念行事を円滑に推進するため行政各部の所管する事務の調整担当 | 竹中平蔵         |          |
| 第1次小泉 | 情報通信技術（IT）による産業・社会構造の変革を円滑に推進するため行政各部の所管する事務の調整担当                                                                                   | 竹中平蔵         |          |
| 第1次小泉 | 食品安全委員会（仮称）等の企画立案を円滑に推進するため行政各部の所管する事務の調整担当                                                                                             | 村井仁           | ※増      |
| 第1次小泉第1次改造 | 地球環境問題に対応するための施策を政府一体となって円滑に推進するため行政各部の所管する事務の調整担当                                                                               | 鈴木俊一         |          |
| 第1次小泉第1次改造 | 行政改革を推進するため行政各部の所管する事務の調整担当 | 石原伸晃         |          |
| 第1次小泉第1次改造 | 首都機能移転の具体化に向けた検討を推進するため行政各部の所管する事務の調整担当 | 林寛子（扇千景） |          |
| 第1次小泉第1次改造 | 2005年（平成17年）に愛知県において開催する国際博覧会の円滑な準備及び運営に資するため行政各部の所管する事務の調整担当                                                               | 平沼赳夫         |          |
| 第1次小泉第1次改造 | 情報通信技術（IT）による産業・社会構造の変革を円滑に推進するため行政各部の所管する事務の調整担当                                                                                   | 細田博之         |          |
| 第1次小泉第1次改造 | 食品安全委員会（仮称）等の企画立案を円滑に推進するため行政各部の所管する事務の調整担当                                                                                             | 谷垣禎一         | ※解      |
| 第1次小泉第1次改造 | 構造改革特区制度を円滑に推進するため企画立案及び行政各部の所管する事務の調整担当                                                                                                   | 鴻池祥肇         | ※解      |
| 第1次小泉第2次改造 | 地球環境問題に対応するための施策を政府一体となって円滑に推進するため行政各部の所管する事務の調整担当                                                                               | 小池百合子       |          |
| 第1次小泉第2次改造 | 行政改革を推進するため行政各部の所管する事務の調整担当 | 金子一義         |          |
| 第1次小泉第2次改造 | 構造改革特区制度を円滑に推進するため企画立案及び行政各部の所管する事務の調整担当                                                                                                   | 金子一義         |          |
| 第1次小泉第2次改造 | 地域の経済の再生と雇用の創造を政府一体となって推進するため企画立案及び行政各部の所管する事務の調整担当                                                                             | 金子一義         | ※増      |
| 第1次小泉第2次改造 | 首都機能移転の具体化に向けた検討を推進するため行政各部の所管する事務の調整担当 | 石原伸晃         |          |
| 第1次小泉第2次改造 | 観光立国を実現するための施策を円滑に推進するため行政各部の所管する事務の調整担当                                                                                                   | 石原伸晃         |          |
| 第1次小泉第2次改造 | 2005年（平成17年）に愛知県において開催する国際博覧会の円滑な準備及び運営に資するため行政各部の所管する事務の調整担当                                                               | 中川昭一         |          |
| 第1次小泉第2次改造 | 情報通信技術（IT）による産業・社会構造の変革を円滑に推進するため行政各部の所管する事務の調整担当                                                                                   | 茂木敏充         |          |
| 第1次小泉第2次改造 | 事態対処法制の整備を円滑に推進するため企画立案及び行政各部の所管する事務の調整担当                                                                                                 | 井上喜一         |          |
| 第2次小泉 | 地球環境問題に対応するための施策を政府一体となって円滑に推進するため行政各部の所管する事務の調整担当                                                                               | 小池百合子       |          |
| 第2次小泉 | 行政改革を推進するため行政各部の所管する事務の調整担当 | 金子一義         |          |
| 第2次小泉 | 構造改革特区制度を円滑に推進するため企画立案及び行政各部の所管する事務の調整担当                                                                                                   | 金子一義         |          |
| 第2次小泉 | 地域の経済の再生と雇用の創造を政府一体となって推進するため企画立案及び行政各部の所管する事務の調整担当                                                                             | 金子一義         |          |
| 第2次小泉 | 首都機能移転の具体化に向けた検討を推進するため行政各部の所管する事務の調整担当 | 石原伸晃         |          |
| 第2次小泉 | 観光立国を実現するための施策を円滑に推進するため行政各部の所管する事務の調整担当                                                                                                   | 石原伸晃         |          |
| 第2次小泉 | 2005年（平成17年）に愛知県において開催する国際博覧会の円滑な準備及び運営に資するため行政各部の所管する事務の調整担当                                                               | 中川昭一         |          |
| 第2次小泉 | 情報通信技術（IT）による産業・社会構造の変革を円滑に推進するため行政各部の所管する事務の調整担当                                                                                   | 茂木敏充         |          |
| 第2次小泉 | 事態対処法制の整備を円滑に推進するため企画立案及び行政各部の所管する事務の調整担当                                                                                                 | 井上喜一         |          |
| 第2次小泉改造 | 地球環境問題に対応するための施策を政府一体となって円滑に推進するため行政各部の所管する事務の調整担当                                                                               | 小池百合子       |          |
| 第2次小泉改造 | 行政改革を推進するため行政各部の所管する事務の調整担当 | 村上誠一郎       |          |
| 第2次小泉改造 | 構造改革特区制度及び地域の経済の再生と雇用の創造を政府一体となって推進するため企画立案及び行政各部の所管する事務の調整担当                                                         | 村上誠一郎       |          |
| 第2次小泉改造 | 首都機能移転の具体化に向けた検討を推進するため行政各部の所管する事務の調整担当 | 北側一雄         |          |
| 第2次小泉改造 | 観光立国を実現するための施策を円滑に推進するため行政各部の所管する事務の調整担当                                                                                                   | 北側一雄         |          |
| 第2次小泉改造 | 2005年（平成17年）に愛知県において開催する国際博覧会の円滑な準備及び運営に資するため行政各部の所管する事務の調整担当                                                               | 中川昭一         |          |
| 第2次小泉改造 | 情報通信技術（IT）による産業・社会構造の変革を円滑に推進するため行政各部の所管する事務の調整担当                                                                                   | 棚橋泰文         |          |
| 第2次小泉改造 | 有事法制に関する企画立案及び行政各部の所管する事務の調整担当 | 村田吉隆         |          |
| 第2次小泉改造 | スポーツの国民への普及及び振興を総合的に推進するため行政各部の所管する事務の調整担当                                                                                               | 麻生太郎         |          |
| 第2次小泉改造 | 郵政民営化を政府一体となって円滑に推進するため企画立案及び行政各部の所管する事務の調整担当（郵政民営化担当大臣）                                                                   | 竹中平蔵         |          |
| 第3次小泉 | 地球環境問題に対応するための施策を政府一体となって円滑に推進するため行政各部の所管する事務の調整担当                                                                               | 小池百合子       |          |
| 第3次小泉 | 行政改革を推進するため行政各部の所管する事務の調整担当 | 村上誠一郎       |          |
| 第3次小泉 | 構造改革特区制度及び地域の経済の再生と雇用の創造を政府一体となって推進するため企画立案及び行政各部の所管する事務の調整担当                                                         | 村上誠一郎       |          |
| 第3次小泉 | 首都機能移転の具体化に向けた検討を推進するため行政各部の所管する事務の調整担当 | 北側一雄         |          |
| 第3次小泉 | 観光立国を実現するための施策を円滑に推進するため行政各部の所管する事務の調整担当                                                                                                   | 北側一雄         |          |
| 第3次小泉 | 2005年国際博覧会の円滑な運営等に関し行政各部の所管する事務の調整担当 | 中川昭一         |          |
| 第3次小泉 | 情報通信技術（IT）による産業・社会構造の変革を円滑に推進するため行政各部の所管する事務の調整担当                                                                                   | 棚橋泰文         |          |
| 第3次小泉 | 有事法制に関する企画立案及び行政各部の所管する事務の調整担当 | 村田吉隆         |          |
| 第3次小泉 | スポーツの国民への普及及び振興を総合的に推進するため行政各部の所管する事務の調整担当                                                                                               | 麻生太郎         |          |
| 第3次小泉 | 郵政民営化を政府一体となって円滑に推進するため企画立案及び行政各部の所管する事務の調整担当（郵政民営化担当大臣）                                                                   | 竹中平蔵         |          |
| 第3次小泉改造 | 地球環境問題に対応するための施策を政府一体となって円滑に推進するため行政各部の所管する事務の調整担当                                                                               | 小池百合子       |          |
| 第3次小泉改造 | 行政改革を推進するため行政各部の所管する事務の調整担当 | 中馬弘毅         |          |
| 第3次小泉改造 | 構造改革特区制度及び地域の経済の再生と雇用の創造を政府一体となって推進するため企画立案及び行政各部の所管する事務の調整担当                                                         | 中馬弘毅         |          |
| 第3次小泉改造 | 首都機能移転の具体化に向けた検討を推進するため行政各部の所管する事務の調整担当 | 北側一雄         |          |
| 第3次小泉改造 | 観光立国を実現するための施策を円滑に推進するため行政各部の所管する事務の調整担当                                                                                                   | 北側一雄         |          |
| 第3次小泉改造 | 2005年国際博覧会の円滑な運営等に関し行政各部の所管する事務の調整担当 | 二階俊博         |          |
| 第3次小泉改造 | 情報通信技術（IT）による産業・社会構造の変革を円滑に推進するため行政各部の所管する事務の調整担当                                                                                   | 松田岩夫         |          |
| 第3次小泉改造 | 有事法制に関する企画立案及び行政各部の所管する事務の調整担当 | 沓掛哲男         |          |
| 第3次小泉改造 | スポーツの国民への普及及び振興を総合的に推進するため行政各部の所管する事務の調整担当                                                                                               | 小坂憲次         |          |
| 第3次小泉改造 | 郵政民営化を政府一体となって円滑に推進するため企画立案及び行政各部の所管する事務の調整担当（郵政民営化担当大臣）                                                                   | 竹中平蔵         |          |
| 第1次安倍 | 地球環境問題に対応するための施策を政府一体となって円滑に推進するため行政各部の所管する事務の調整担当                                                                               | 若林正俊         |          |
| 第1次安倍 | 国及び地方の行政改革を推進するため企画立案及び行政各部の所管する事務の調整担当 | 佐田玄一郎       | 辞任     |
| 第1次安倍 | 公務員制度改革を推進するため企画立案及び行政各部の所管する事務の調整担当 | 佐田玄一郎       | 辞任     |
| 第1次安倍 | 地域の活性化を総合的に推進するため企画立案及び行政各部の所管する事務の調整担当 | 佐田玄一郎       | 辞任     |
| 第1次安倍 | 道州制の導入を円滑に推進するため行政各部の所管する事務の調整担当 | 佐田玄一郎       | 辞任     |
| 第1次安倍 | （直近上記4つの担当） | 渡辺喜美         | 後任     |
| 第1次安倍 | 観光立国を実現するための施策を円滑に推進するため行政各部の所管する事務の調整担当                                                                                                   | 冬柴鐵三         |          |
| 第1次安倍 | 海洋に関する施策を集中的かつ総合的に推進するため企画立案及び行政各部の所管する事務の調整担当                                                                                       | 冬柴鐵三         | ※増      |
| 第1次安倍 | 郵政民営化を政府一体となって円滑に推進するため行政各部の所管する事務の調整担当（郵政民営化担当大臣）                                                                               | 菅義偉           |          |
| 第1次安倍 | 北朝鮮による拉致問題の早期解決を図るため企画立案及び行政各部の所管する事務の調整担当（拉致問題担当大臣）                                                                           | 塩崎恭久         |          |
| 第1次安倍 | 再チャレンジ可能な社会を構築するための施策を総合的に推進するため企画立案及び行政各部の所管する事務の調整担当（再チャレンジ担当大臣）                                               | 山本有二         |          |
| 第1次安倍改造 | 地球環境問題に対応するための施策を政府一体となって円滑に推進するため行政各部の所管する事務の調整担当                                                                               | 鴨下一郎         |          |
| 第1次安倍改造 | 国及び地方の行政改革を推進するため企画立案及び行政各部の所管する事務の調整担当 | 渡辺喜美         |          |
| 第1次安倍改造 | 公務員制度改革を推進するため企画立案及び行政各部の所管する事務の調整担当 | 渡辺喜美         |          |
| 第1次安倍改造 | 観光立国を実現するための施策を円滑に推進するため行政各部の所管する事務の調整担当                                                                                                   | 冬柴鐵三         |          |
| 第1次安倍改造 | 海洋に関する施策を集中的かつ総合的に推進するため企画立案及び行政各部の所管する事務の調整担当                                                                                       | 冬柴鐵三         |          |
| 第1次安倍改造 | 郵政民営化を政府一体となって円滑に推進するため行政各部の所管する事務の調整担当（郵政民営化担当大臣）                                                                               | 増田寛也         |          |
| 第1次安倍改造 | 道州制の導入を円滑に推進するため行政各部の所管する事務の調整担当 | 増田寛也         |          |
| 第1次安倍改造 | 地方と都市の格差を是正するための施策を総合的に推進するため企画立案及び行政各部の所管する事務の調整担当                                                                             | 増田寛也         |          |
| 第1次安倍改造 | 北朝鮮による拉致問題の早期解決を図るため企画立案及び行政各部の所管する事務の調整担当（拉致問題担当大臣）                                                                           | 与謝野馨         |          |
| 福田康夫 | 地球環境問題に対応するための施策を政府一体となって円滑に推進するため行政各部の所管する事務の調整担当                                                                               | 鴨下一郎         |          |
| 福田康夫 | 行政改革を推進するため企画立案及び行政各部の所管する事務の調整担当 | 渡辺喜美         |          |
| 福田康夫 | 公務員制度改革を推進するため企画立案及び行政各部の所管する事務の調整担当 | 渡辺喜美         |          |
| 福田康夫 | 観光立国を実現するための施策を円滑に推進するため行政各部の所管する事務の調整担当                                                                                                   | 冬柴鐵三         |          |
| 福田康夫 | 海洋に関する施策を集中的かつ総合的に推進するため企画立案及び行政各部の所管する事務の調整担当                                                                                       | 冬柴鐵三         |          |
| 福田康夫 | 郵政民営化を政府一体となって円滑に推進するため行政各部の所管する事務の調整担当（郵政民営化担当大臣）                                                                               | 増田寛也         |          |
| 福田康夫 | 道州制の導入を円滑に推進するため行政各部の所管する事務の調整担当 | 増田寛也         |          |
| 福田康夫 | 地方を再生するための施策を総合的に推進するため企画立案及び行政各部の所管する事務の調整担当（地方再生担当大臣）                                                                     | 増田寛也         |          |
| 福田康夫 | 北朝鮮による拉致問題の早期解決を図るため企画立案及び行政各部の所管する事務の調整担当（拉致問題担当大臣）                                                                           | 町村信孝         |          |
| 福田康夫 | 消費者行政を統一的・一元的に推進するため企画立案及び行政各部の所管する事務の調整担当（消費者行政担当大臣）                                                                         | 岸田文雄         | ※増      |
| 福田康夫 | 宇宙開発利用に関する施策を総合的かつ計画的に推進するため企画立案及び行政各部の所管する事務の調整担当                                                                               | 岸田文雄         | ※増      |
| 福田康夫 | 公文書の管理・保存体制の整備を推進するため企画立案及び行政各部の所管する事務の調整担当                                                                                             | 上川陽子         | ※増      |
| 福田康夫改造 | 行政改革を推進するため企画立案及び行政各部の所管する事務の調整担当 | 茂木敏充         |          |
| 福田康夫改造 | 公務員制度改革を推進するため企画立案及び行政各部の所管する事務の調整担当 | 茂木敏充         |          |
| 福田康夫改造 | 観光立国を実現するための施策を円滑に推進するため行政各部の所管する事務の調整担当                                                                                                   | 谷垣禎一         |          |
| 福田康夫改造 | 海洋に関する施策を集中的かつ総合的に推進するため企画立案及び行政各部の所管する事務の調整担当                                                                                       | 谷垣禎一         |          |
| 福田康夫改造 | 北朝鮮による拉致問題の早期解決を図るため企画立案及び行政各部の所管する事務の調整担当（拉致問題担当大臣）                                                                           | 中山恭子         |          |
| 福田康夫改造 | 公文書の管理・保存体制の整備を推進するため企画立案及び行政各部の所管する事務の調整担当                                                                                             | 中山恭子         |          |
| 福田康夫改造 | 道州制の導入を円滑に推進するため行政各部の所管する事務の調整担当 | 増田寛也         |          |
| 福田康夫改造 | 地方を再生するための施策を総合的に推進するため企画立案及び行政各部の所管する事務の調整担当（地方再生担当大臣）                                                                     | 増田寛也         |          |
| 福田康夫改造 | 消費者行政を統一的・一元的に推進するため企画立案及び行政各部の所管する事務の調整担当（消費者行政担当大臣）                                                                         | 野田聖子         |          |
| 福田康夫改造 | 宇宙開発利用に関する施策を総合的かつ計画的に推進するため企画立案及び行政各部の所管する事務の調整担当                                                                               | 野田聖子         |          |
| 麻生 | 行政改革を推進するため企画立案及び行政各部の所管する事務の調整担当 | 甘利明           |          |
| 麻生 | 公務員制度改革を推進するため企画立案及び行政各部の所管する事務の調整担当 | 甘利明           |          |
| 麻生 | 北朝鮮による拉致問題の早期解決を図るため企画立案及び行政各部の所管する事務の調整担当（拉致問題担当大臣）                                                                           | 河村建夫         |          |
| 麻生 | 消費者行政を統一的・一元的に推進するため企画立案及び行政各部の所管する事務の調整担当（消費者行政担当大臣）                                                                         | 野田聖子         | ※解      |
| 鳩山由紀夫 | 税財政の骨格や経済運営の基本方針等について企画立案及び行政各部の所管する事務の調整担当（国家戦略担当大臣）                                                                         | 菅直人           | 辞任     |
| 鳩山由紀夫 | 税財政の骨格や経済運営の基本方針等について企画立案及び行政各部の所管する事務の調整担当（国家戦略担当大臣）                                                                         | 仙谷由人         | 後任     |
| 鳩山由紀夫 | 公務員制度改革を推進するため企画立案及び行政各部の所管する事務の調整担当 | 仙谷由人         |          |
| 鳩山由紀夫 | 北朝鮮による拉致問題の早期解決を図るため企画立案及び行政各部の所管する事務の調整担当（拉致問題担当大臣）                                                                           | 中井洽           |          |
| 鳩山由紀夫 | 年金行政の抜本的な見直しを推進するため企画立案及び行政各部の所管する事務の調整担当                                                                                                 | 長妻昭           |          |
| 鳩山由紀夫 | 郵政事業の抜本的な見直し及び改革を推進するため企画立案及び行政各部の所管する事務の調整担当（郵政民営化担当大臣）                                                                   | 亀井静香         |          |
| 菅直人 | 公務員制度改革を推進するため企画立案及び行政各部の所管する事務の調整担当 | 玄葉光一郎       |          |
| 菅直人 | 北朝鮮による拉致問題の早期解決を図るため企画立案及び行政各部の所管する事務の調整担当（拉致問題担当大臣）                                                                           | 中井洽           |          |
| 菅直人 | 税財政の骨格や経済運営の基本方針等について企画立案及び行政各部の所管する事務の調整担当（国家戦略担当大臣）                                                                         | 荒井聰           |          |
| 菅直人 | 年金行政の抜本的な見直しを推進するため企画立案及び行政各部の所管する事務の調整担当                                                                                                 | 長妻昭           |          |
| 菅直人 | 郵政事業の抜本的な見直し及び改革を推進するため企画立案及び行政各部の所管する事務の調整担当（郵政民営化担当大臣）                                                                   | 亀井静香         | 辞任     |
| 菅直人 | 郵政事業の抜本的な見直し及び改革を推進するため企画立案及び行政各部の所管する事務の調整担当（郵政民営化担当大臣）                                                                   | 自見庄三郎       | 後任     |
| 菅直人第1次改造 | 公務員制度改革を推進するため企画立案及び行政各部の所管する事務の調整担当 | 村田蓮舫（蓮舫） |          |
| 菅直人第1次改造 | 北朝鮮による拉致問題の早期解決を図るため企画立案及び行政各部の所管する事務の調整担当（拉致問題担当大臣）                                                                           | 柳田稔           | 辞任     |
| 菅直人第1次改造 | 北朝鮮による拉致問題の早期解決を図るため企画立案及び行政各部の所管する事務の調整担当（拉致問題担当大臣）                                                                           | 仙谷由人         | 後任     |
| 菅直人第1次改造 | 地域の活性化を総合的に推進するため企画立案及び行政各部の所管する事務の調整担当 | 片山善博         |          |
| 菅直人第1次改造 | 海洋に関する施策を集中的かつ総合的に推進するため企画立案及び行政各部の所管する事務の調整担当                                                                                       | 馬淵澄夫         |          |
| 菅直人第1次改造 | 宇宙開発利用に関する施策を総合的かつ計画的に推進するため企画立案及び行政各部の所管する事務の調整担当                                                                               | 海江田万里       |          |
| 菅直人第1次改造 | 税財政の骨格や経済運営の基本方針等について企画立案及び行政各部の所管する事務の調整担当（国家戦略担当大臣）                                                                         | 玄葉光一郎       |          |
| 菅直人第1次改造 | 郵政事業の抜本的な見直し及び改革を推進するため企画立案及び行政各部の所管する事務の調整担当（郵政民営化担当大臣）                                                                   | 自見庄三郎       |          |
| 菅直人第2次改造 | 公務員制度改革を推進するため企画立案及び行政各部の所管する事務の調整担当 | 中野寛成         |          |
| 菅直人第2次改造 | 北朝鮮による拉致問題の早期解決を図るため企画立案及び行政各部の所管する事務の調整担当（拉致問題担当大臣）                                                                           | 中野寛成         |          |
| 菅直人第2次改造 | 地域の活性化を総合的に推進するため企画立案及び行政各部の所管する事務の調整担当 | 片山善博         |          |
| 菅直人第2次改造 | 海洋に関する施策を集中的かつ総合的に推進するため企画立案及び行政各部の所管する事務の調整担当                                                                                       | 大畠章宏         |          |
| 菅直人第2次改造 | 宇宙開発利用に関する施策を総合的かつ計画的に推進するため企画立案及び行政各部の所管する事務の調整担当                                                                               | 玄葉光一郎       |          |
| 菅直人第2次改造 | 税財政の骨格や経済運営の基本方針等について企画立案及び行政各部の所管する事務の調整担当（国家戦略担当大臣）                                                                         | 玄葉光一郎       |          |
| 菅直人第2次改造 | 郵政事業の抜本的な見直し及び改革を推進するため企画立案及び行政各部の所管する事務の調整担当（郵政民営化担当大臣）                                                                   | 自見庄三郎       |          |
| 菅直人第2次改造 | 社会保障及び税に関する改革を一体的に推進するため企画立案及び行政各部の所管する事務の調整担当                                                                                       | 与謝野馨         |          |
| 菅直人第2次改造 | 東北地方太平洋沖地震による電力供給不足に伴う節電啓発活動等を総合的に推進するため企画立案及び行政各部の所管する事務の調整担当                                                       | 村田蓮舫（蓮舫） | ※増 辞任 |
| 菅直人第2次改造 | 東北地方太平洋沖地震による電力供給不足に伴う節電啓発活動等を総合的に推進するため企画立案及び行政各部の所管する事務の調整担当                                                       | 細野豪志         | 後任     |
| 菅直人第2次改造 | 福島第一原子力発電所及び福島第二原子力発電所の事故による経済被害への対応を政府一体となって円滑に推進するため企画立案及び行政各部の所管する事務の調整担当                           | 海江田万里       | ※増      |
| 菅直人第2次改造 | 東日本大震災からの復興のための施策を政府一体となって推進するため企画立案及び行政各部の所管する事務の調整担当                                                                       | 松本龍           | ※増 辞任 |
| 菅直人第2次改造 | 東日本大震災からの復興のための施策を政府一体となって推進するため企画立案及び行政各部の所管する事務の調整担当                                                                       | 平野達男         | 後任     |
| 菅直人第2次改造 | 東京電力福島原子力発電所事故の収束及び原子力発電所事故の再発を防止するため企画立案及び行政各部の所管する事務の調整担当                                                             | 細野豪志         | ※増      |
| 野田 | 地域の活性化を総合的に推進するため企画立案及び行政各部の所管する事務の調整担当 | 川端達夫         |          |
| 野田 | 北朝鮮による拉致問題の早期解決を図るため企画立案及び行政各部の所管する事務の調整担当（拉致問題担当大臣）                                                                           | 山岡賢次         |          |
| 野田 | 公務員制度改革を推進するため企画立案及び行政各部の所管する事務の調整担当 | 村田蓮舫（蓮舫） |          |
| 野田 | 海洋に関する施策を集中的かつ総合的に推進するため企画立案及び行政各部の所管する事務の調整担当                                                                                       | 前田武志         |          |
| 野田 | 宇宙開発利用に関する施策を総合的かつ計画的に推進するため企画立案及び行政各部の所管する事務の調整担当                                                                               | 古川元久         |          |
| 野田 | 税財政の骨格や経済運営の基本方針等について企画立案及び行政各部の所管する事務の調整担当（国家戦略担当大臣）                                                                         | 古川元久         |          |
| 野田 | 社会保障及び税に関する改革を一体的に推進するため企画立案及び行政各部の所管する事務の調整担当                                                                                       | 古川元久         |          |
| 野田 | 郵政事業の抜本的な見直し及び改革を推進するため企画立案及び行政各部の所管する事務の調整担当（郵政民営化担当大臣）                                                                   | 自見庄三郎       |          |
| 野田 | 福島第一原子力発電所及び福島第二原子力発電所の事故による経済被害への対応を政府一体となって円滑に推進するため企画立案及び行政各部の所管する事務の調整担当                           | 鉢呂吉雄         | 辞任     |
| 野田 | 福島第一原子力発電所及び福島第二原子力発電所の事故による経済被害への対応を政府一体となって円滑に推進するため企画立案及び行政各部の所管する事務の調整担当                           | 枝野幸男         | 後任     |
| 野田 | 東日本大震災からの復興のための施策を政府一体となって推進するため企画立案及び行政各部の所管する事務の調整担当                                                                       | 平野達男         |          |
| 野田 | 東京電力福島原子力発電所事故の収束及び原子力発電所事故の再発を防止するため企画立案及び行政各部の所管する事務の調整担当                                                             | 細野豪志         |          |
| 野田第1次改造 | 行財政の抜本的見直しを推進するため企画立案及び行政各部の所管する事務の調整担当 | 岡田克也         |          |
| 野田第1次改造 | 社会保障及び税に関する改革を一体的に推進するため企画立案及び行政各部の所管する事務の調整担当                                                                                       | 岡田克也         |          |
| 野田第1次改造 | 公務員制度改革を推進するため企画立案及び行政各部の所管する事務の調整担当 | 岡田克也         | 辞任     |
| 野田第1次改造 | 公務員制度改革を推進するため企画立案及び行政各部の所管する事務の調整担当 | 中川正春         | 後任     |
| 野田第1次改造 | 地域の活性化を総合的に推進するため企画立案及び行政各部の所管する事務の調整担当 | 川端達夫         |          |
| 野田第1次改造 | 北朝鮮による拉致問題の早期解決を図るため企画立案及び行政各部の所管する事務の調整担当（拉致問題担当大臣）                                                                           | 松原仁           |          |
| 野田第1次改造 | 海洋に関する施策を集中的かつ総合的に推進するため企画立案及び行政各部の所管する事務の調整担当                                                                                       | 前田武志         |          |
| 野田第1次改造 | 宇宙開発利用に関する施策を総合的かつ計画的に推進するため企画立案及び行政各部の所管する事務の調整担当                                                                               | 古川元久         |          |
| 野田第1次改造 | 税財政の骨格や経済運営の基本方針等について企画立案及び行政各部の所管する事務の調整担当（国家戦略担当大臣）                                                                         | 古川元久         |          |
| 野田第1次改造 | 郵政事業の抜本的な見直し及び改革を推進するため企画立案及び行政各部の所管する事務の調整担当（郵政民営化担当大臣）                                                                   | 自見庄三郎       |          |
| 野田第1次改造 | 福島第一原子力発電所及び福島第二原子力発電所の事故による経済被害への対応を政府一体となって円滑に推進するため企画立案及び行政各部の所管する事務の調整担当                           | 枝野幸男         |          |
| 野田第1次改造 | 東日本大震災からの復興のための施策を政府一体となって推進するため企画立案及び行政各部の所管する事務の調整担当                                                                       | 平野達男         | ※解      |
| 野田第1次改造 | 東日本大震災のうち特に地震及び津波災害に係る政府等の対応の総括に関する企画立案及び行政各部の所掌する事務の調整担当                                                                 | 平野達男         | ※増      |
| 野田第1次改造 | 東京電力福島原子力発電所事故の収束及び原子力発電所事故の再発を防止するため企画立案及び行政各部の所管する事務の調整担当                                                             | 細野豪志         |          |
| 野田第2次改造 | 行財政の抜本的見直しを推進するため企画立案及び行政各部の所管する事務の調整担当 | 岡田克也         |          |
| 野田第2次改造 | 社会保障及び税に関する改革を一体的に推進するため企画立案及び行政各部の所管する事務の調整担当                                                                                       | 岡田克也         |          |
| 野田第2次改造 | 公務員制度改革を推進するため企画立案及び行政各部の所管する事務の調整担当 | 中川正春         |          |
| 野田第2次改造 | 地域の活性化を総合的に推進するため企画立案及び行政各部の所管する事務の調整担当 | 川端達夫         |          |
| 野田第2次改造 | 北朝鮮による拉致問題の早期解決を図るため企画立案及び行政各部の所管する事務の調整担当（拉致問題担当大臣）                                                                           | 松原仁           |          |
| 野田第2次改造 | 海洋に関する施策を集中的かつ総合的に推進するため企画立案及び行政各部の所管する事務の調整担当                                                                                       | 羽田雄一郎       |          |
| 野田第2次改造 | 宇宙開発利用に関する施策を総合的かつ計画的に推進するため企画立案及び行政各部の所管する事務の調整担当                                                                               | 古川元久         | ※解      |
| 野田第2次改造 | 税財政の骨格や経済運営の基本方針等について企画立案及び行政各部の所管する事務の調整担当（国家戦略担当大臣）                                                                         | 古川元久         |          |
| 野田第2次改造 | 新たな郵政民営化法等に基づく郵政事業の改革を政府一体となって円滑に推進するため行政各部の所管する事務の調整担当（郵政民営化担当大臣）                                               | 松下忠洋         |          |
| 野田第2次改造 | 福島第一原子力発電所及び福島第二原子力発電所の事故による経済被害への対応を政府一体となって円滑に推進するため企画立案及び行政各部の所管する事務の調整担当                           | 枝野幸男         |          |
| 野田第2次改造 | 東日本大震災のうち特に地震及び津波災害に係る政府等の対応の総括に関する企画立案及び行政各部の所掌する事務の調整担当                                                                 | 平野達男         |          |
| 野田第2次改造 | 東京電力福島原子力発電所事故の収束及び原子力発電所事故の再発を防止するため企画立案及び行政各部の所管する事務の調整担当                                                             | 細野豪志         |          |
| 野田第3次改造 | 新たな郵政民営化法等に基づく郵政事業の改革を政府一体となって円滑に推進するため行政各部の所管する事務の調整担当（郵政民営化担当大臣）                                               | 下地幹郎         |          |
| 野田第3次改造 | 行財政の抜本的見直しを推進するため企画立案及び行政各部の所管する事務の調整担当 | 岡田克也         |          |
| 野田第3次改造 | 社会保障及び税に関する改革を一体的に推進するため企画立案及び行政各部の所管する事務の調整担当                                                                                       | 岡田克也         |          |
| 野田第3次改造 | 公務員制度改革を推進するため企画立案及び行政各部の所管する事務の調整担当 | 岡田克也         |          |
| 野田第3次改造 | 北朝鮮による拉致問題の早期解決を図るため企画立案及び行政各部の所管する事務の調整担当（拉致問題担当大臣）                                                                           | 田中慶秋         |          |
| 野田第3次改造 | 地域の活性化を総合的に推進するため企画立案及び行政各部の所管する事務の調整担当 | 樽床伸二         |          |
| 野田第3次改造 | 福島第一原子力発電所及び福島第二原子力発電所の事故による経済被害への対応を政府一体となって円滑に推進するため企画立案及び行政各部の所管する事務の調整担当                           | 枝野幸男         |          |
| 野田第3次改造 | 東日本大震災のうち特に地震及び津波災害に係る政府等の対応の総括に関する企画立案及び行政各部の所掌する事務の調整担当                                                                 | 平野達男         |          |
| 野田第3次改造 | 海洋に関する施策を集中的かつ総合的に推進するため企画立案及び行政各部の所管する事務の調整担当                                                                                       | 前原誠司         |          |
| 野田第3次改造 | 税財政の骨格や経済運営の基本方針等について企画立案及び行政各部の所管する事務の調整担当（国家戦略担当大臣）                                                                         | 前原誠司         |          |
| 野田第3次改造 | 東京電力福島原子力発電所事故の収束及び原子力発電所事故の再発を防止するため企画立案及び行政各部の所管する事務の調整担当                                                             | 長浜博行         |          |
| 第2次安倍 | 行政改革を推進するため企画立案及び行政各部の所管する事務の調整担当 | 稲田朋美         |          |
| 第2次安倍 | 公務員制度改革を推進するため企画立案及び行政各部の所管する事務の調整担当 | 稲田朋美         |          |
| 第2次安倍 | 内閣官房が所掌する国家公務員制度及び行政組織に関する事務担当（国家公務員制度担当大臣）                                                                                             | 稲田朋美         | ※増      |
| 第2次安倍 | 再チャレンジ可能な社会を構築するための施策を総合的に推進するため企画立案及び行政各部の所管する事務の調整担当（再チャレンジ担当大臣）                                               | 稲田朋美         |          |
| 第2次安倍 | 日本が誇る文化の国際展開を図るため企画立案及び行政各部の所管する事務の調整担当（クールジャパン戦略担当大臣）                                                                       | 稲田朋美         | ※増      |
| 第2次安倍 | 情報通信技術（IT）による産業・社会構造の変革を円滑に推進するため企画立案及び行政各部の所管する事務の調整担当                                                                       | 山本一太         |          |
| 第2次安倍 | 海洋及び領土問題に関する施策を集中的かつ総合的に推進するため企画立案及び行政各部の所管する事務の調整担当                                                                           | 山本一太         |          |
| 第2次安倍 | 北朝鮮による拉致問題の早期解決を図るため企画立案及び行政各部の所管する事務の調整担当（拉致問題担当大臣）                                                                           | 古屋圭司         |          |
| 第2次安倍 | 事前防災の観点から国土の強靭化を推進するため企画立案及び行政各部の所管する事務の調整担当                                                                                           | 古屋圭司         | ※増      |
| 第2次安倍 | 地域の活性化を総合的に推進するため企画立案及び行政各部の所管する事務の調整担当 | 新藤義孝         |          |
| 第2次安倍 | 道州制の導入を円滑に推進するため行政各部の所管する事務の調整担当 | 新藤義孝         |          |
| 第2次安倍 | 社会保障及び税に関する改革を一体的に推進するため企画立案及び行政各部の所管する事務の調整担当                                                                                       | 甘利明           |          |
| 第2次安倍 | 経済の再生を政府一体となって推進するため企画立案及び行政各部の所管する事務の調整担当（経済再生担当大臣）                                                                           | 甘利明           | ※増      |
| 第2次安倍 | 東京電力福島原子力発電所事故による経済被害への対応を政府一体となって円滑に推進するため企画立案及び行政各部の所管する事務の調整担当                                                 | 茂木敏充         |          |
| 第2次安倍 | 成長産業を育成し産業競争力の強化に関する施策を推進するため企画立案及び行政各部の所管する事務の調整担当                                                                             | 茂木敏充         | ※増      |
| 第2次安倍 | 教育の再生を推進するため企画立案及び行政各部の所管する事務の調整担当 | 下村博文         | ※増      |
| 第2次安倍 | 国家の安全保障を強化するための施策を推進するため企画立案及び行政各部の所管する事務の調整担当                                                                                       | 菅義偉           | ※増      |
| 第2次安倍 | 女性の活力発揮及び子育て支援に関する施策を総合的に推進するため企画立案及び行政各部の所管する事務の調整担当                                                                         | 森まさこ         | ※増      |
| 第2次安倍 | デフレ脱却及び円高対策を推進するため企画立案及び行政各部の所管する事務の調整担当（デフレ脱却・円高対策担当大臣）                                                                   | 麻生太郎         | ※増      |
| 第2次安倍 | 東京電力福島原子力発電所事故からの再生の総括に関する施策を推進するため企画立案及び行政各部の所管する事務の調整担当                                                                 | 根本匠           |          |
| 第2次安倍改造 | 行政改革を推進するため企画立案及び行政各部の所管する事務の調整担当 | 有村治子         |          |
| 第2次安倍改造 | 内閣官房が所掌する国家公務員制度及び行政組織に関する事務担当（国家公務員制度担当大臣）                                                                                             | 有村治子         |          |
| 第2次安倍改造 | 女性が活躍し全ての女性が輝く国づくりに関する施策を総合的に推進するため企画立案及び行政各部の所管する事務の調整担当                                                                 | 有村治子         |          |
| 第2次安倍改造 | 情報通信技術（IT）による産業・社会構造の変革を円滑に推進するため企画立案及び行政各部の所管する事務の調整担当                                                                       | 山口俊一         |          |
| 第2次安倍改造 | 再チャレンジ可能な社会を構築するための施策を総合的に推進するため企画立案及び行政各部の所管する事務の調整担当（再チャレンジ担当大臣）                                               | 山口俊一         |          |
| 第2次安倍改造 | 日本が誇る文化の国際展開を図るため企画立案及び行政各部の所管する事務の調整担当（クールジャパン戦略担当大臣）                                                                       | 山口俊一         |          |
| 第2次安倍改造 | 北朝鮮による拉致問題の早期解決を図るため企画立案及び行政各部の所管する事務の調整担当（拉致問題担当大臣）                                                                           | 山谷えり子       |          |
| 第2次安倍改造 | 海洋及び領土問題に関する施策を集中的かつ総合的に推進するため企画立案及び行政各部の所管する事務の調整担当                                                                           | 山谷えり子       |          |
| 第2次安倍改造 | 事前防災の観点から国土の強靭化を推進するため企画立案及び行政各部の所管する事務の調整担当                                                                                           | 山谷えり子       |          |
| 第2次安倍改造 | 東京電力福島原子力発電所事故による経済被害への対応を政府一体となって円滑に推進するため企画立案及び行政各部の所管する事務の調整担当                                                 | 小渕優子         | 辞任     |
| 第2次安倍改造 | 東京電力福島原子力発電所事故による経済被害への対応を政府一体となって円滑に推進するため企画立案及び行政各部の所管する事務の調整担当                                                 | 宮澤洋一         | 後任     |
| 第2次安倍改造 | 成長産業を育成し産業競争力の強化に関する施策を推進するため企画立案及び行政各部の所管する事務の調整担当                                                                             | 小渕優子         | 辞任     |
| 第2次安倍改造 | 成長産業を育成し産業競争力の強化に関する施策を推進するため企画立案及び行政各部の所管する事務の調整担当                                                                             | 宮澤洋一         | 後任     |
| 第2次安倍改造 | 教育の再生を推進するため企画立案及び行政各部の所管する事務の調整担当 | 下村博文         |          |
| 第2次安倍改造 | デフレ脱却を推進するため企画立案及び行政各部の所管する事務の調整担当（デフレ脱却担当大臣）                                                                                         | 麻生太郎         |          |
| 第2次安倍改造 | 東京電力福島原子力発電所事故からの再生の総括に関する施策を推進するため企画立案及び行政各部の所管する事務の調整担当                                                                 | 竹下亘           |          |
| 第2次安倍改造 | 沖縄の基地負担の軽減するための施策を総合的に推進するため行政各部の所管する事務の調整担当                                                                                           | 菅義偉           |          |
| 第2次安倍改造 | 国の存立を全うし国民を守るための切れ目のない安全保障法制の整備を推進するため企画立案及び行政各部の所管する事務の調整担当                                                           | 江渡聡徳         |          |
| 第2次安倍改造 | 元気で豊かな地方を創生するための施策を総合的に推進するため企画立案及び行政各部の所管する事務の調整担当（地方創生担当大臣）                                                         | 石破茂           |          |
| 第3次安倍 | 行政改革を推進するため企画立案及び行政各部の所管する事務の調整担当 | 有村治子         |          |
| 第3次安倍 | 内閣官房が所掌する国家公務員制度及び行政組織に関する事務担当（国家公務員制度担当大臣）                                                                                             | 有村治子         |          |
| 第3次安倍 | 女性が活躍し全ての女性が輝く国づくりに関する施策を総合的に推進するため企画立案及び行政各部の所管する事務の調整担当                                                                 | 有村治子         |          |
| 第3次安倍 | 情報通信技術（IT）による産業・社会構造の変革を円滑に推進するため企画立案及び行政各部の所管する事務の調整担当                                                                       | 山口俊一         |          |
| 第3次安倍 | 再チャレンジ可能な社会を構築するための施策を総合的に推進するため企画立案及び行政各部の所管する事務の調整担当（再チャレンジ担当大臣）                                               | 山口俊一         |          |
| 第3次安倍 | 日本が誇る文化の国際展開を図るため企画立案及び行政各部の所管する事務の調整担当（クールジャパン戦略担当大臣）                                                                       | 山口俊一         |          |
| 第3次安倍 | 北朝鮮による拉致問題の早期解決を図るため企画立案及び行政各部の所管する事務の調整担当（拉致問題担当大臣）                                                                           | 山谷えり子       |          |
| 第3次安倍 | 海洋及び領土問題に関する施策を集中的かつ総合的に推進するため企画立案及び行政各部の所管する事務の調整担当                                                                           | 山谷えり子       |          |
| 第3次安倍 | 事前防災の観点から国土の強靭化を推進するため企画立案及び行政各部の所管する事務の調整担当                                                                                           | 山谷えり子       |          |
| 第3次安倍 | 東京電力福島原子力発電所事故による経済被害への対応を政府一体となって円滑に推進するため企画立案及び行政各部の所管する事務の調整担当                                                 | 宮澤洋一         |          |
| 第3次安倍 | 成長産業を育成し産業競争力の強化に関する施策を推進するため企画立案及び行政各部の所管する事務の調整担当                                                                             | 宮澤洋一         |          |
| 第3次安倍 | 教育の再生を推進するため企画立案及び行政各部の所管する事務の調整担当 | 下村博文         |          |
| 第3次安倍 | デフレ脱却を推進するため企画立案及び行政各部の所管する事務の調整担当（デフレ脱却担当大臣）                                                                                         | 麻生太郎         |          |
| 第3次安倍 | 東京電力福島原子力発電所事故からの再生の総括に関する施策を推進するため企画立案及び行政各部の所管する事務の調整担当                                                                 | 竹下亘           |          |
| 第3次安倍 | 沖縄の基地負担の軽減するための施策を総合的に推進するため行政各部の所管する事務の調整担当                                                                                           | 菅義偉           |          |
| 第3次安倍 | 国の存立を全うし国民を守るための切れ目のない安全保障法制の整備を推進するため企画立案及び行政各部の所管する事務の調整担当                                                           | 中谷元           |          |
| 第3次安倍 | 元気で豊かな地方を創生するための施策を総合的に推進するため企画立案及び行政各部の所管する事務の調整担当（地方創生担当大臣）                                                         | 石破茂           |          |
| 第3次安倍第1次改造 | 行政改革を推進するため企画立案及び行政各部の所管する事務の調整担当 | 河野太郎         |          |
| 第3次安倍第1次改造 | 内閣官房が所掌する国家公務員制度及び行政組織に関する事務担当（国家公務員制度担当大臣）                                                                                             | 河野太郎         |          |
| 第3次安倍第1次改造 | 情報通信技術（IT）による産業・社会構造の変革を円滑に推進するため企画立案及び行政各部の所管する事務の調整担当                                                                       | 島尻安伊子       |          |
| 第3次安倍第1次改造 | 海洋及び領土問題に関する施策を集中的かつ総合的に推進するため企画立案及び行政各部の所管する事務の調整担当                                                                           | 島尻安伊子       |          |
| 第3次安倍第1次改造 | 経済の再生を政府一体となって推進するため企画立案及び行政各部の所管する事務の調整担当（経済再生担当大臣）                                                                           | 甘利明           | 辞任     |
| 第3次安倍第1次改造 | 社会保障及び税に関する改革を一体的に推進するため企画立案及び行政各部の所管する事務の調整担当                                                                                       | 甘利明           | 辞任     |
| 第3次安倍第1次改造 | （直近上記2つの担当） | 石原伸晃         | 後任     |
| 第3次安倍第1次改造 | 誰もが活躍できる「一億総活躍」の社会を創り上げるための施策を総合的に推進するため企画立案及び行政各部の所管する事務の調整担当（一億総活躍担当大臣）                                 | 加藤勝信         |          |
| 第3次安倍第1次改造 | 女性が活躍し全ての女性が輝く国づくりに関する施策を総合的に推進するため企画立案及び行政各部の所管する事務の調整担当                                                                 | 加藤勝信         |          |
| 第3次安倍第1次改造 | 北朝鮮による拉致問題の早期解決を図るため企画立案及び行政各部の所管する事務の調整担当（拉致問題担当大臣）                                                                           | 加藤勝信         |          |
| 第3次安倍第1次改造 | 再チャレンジ可能な社会を構築するための施策を総合的に推進するため企画立案及び行政各部の所管する事務の調整担当（再チャレンジ担当大臣）                                               | 加藤勝信         |          |
| 第3次安倍第1次改造 | 事前防災の観点から国土の強靭化を推進するため企画立案及び行政各部の所管する事務の調整担当                                                                                           | 加藤勝信         |          |
| 第3次安倍第1次改造 | 教育の再生を推進するため企画立案及び行政各部の所管する事務の調整担当 | 馳浩             |          |
| 第3次安倍第1次改造 | デフレ脱却を推進するため企画立案及び行政各部の所管する事務の調整担当（デフレ脱却担当大臣）                                                                                         | 麻生太郎         |          |
| 第3次安倍第1次改造 | 東京電力福島原子力発電所事故からの再生の総括に関する施策を推進するため企画立案及び行政各部の所管する事務の調整担当                                                                 | 高木毅           |          |
| 第3次安倍第1次改造 | 沖縄の基地負担の軽減するための施策を総合的に推進するため行政各部の所管する事務の調整担当                                                                                           | 菅義偉           |          |
| 第3次安倍第1次改造 | 東京電力福島原子力発電所事故による経済被害への対応を政府一体となって円滑に推進するため企画立案及び行政各部の所管する事務の調整担当                                                 | 林幹雄           |          |
| 第3次安倍第1次改造 | 成長産業を育成し産業競争力の強化に関する施策を推進するため企画立案及び行政各部の所管する事務の調整担当                                                                             | 林幹雄           |          |
| 第3次安倍第1次改造 | 2020年度に開催される東京オリンピック競技大会及びパラリンピック競技大会の円滑な準備及び運営に関する施策を総合的かつ集中的に推進するため企画立案及び行政各部の所管する事務の調整担当 | 遠藤利明         |          |
| 第3次安倍第2次改造 | 行政改革を推進するため企画立案及び行政各部の所管する事務の調整担当 | 山本幸三         |          |
| 第3次安倍第2次改造 | 内閣官房が所掌する国家公務員制度及び行政組織に関する事務担当（国家公務員制度担当大臣）                                                                                             | 山本幸三         |          |
| 第3次安倍第2次改造 | まち・ひと・しごと創生に関する施策を総合的かつ計画的に推進するため企画立案及び行政各部の所管する事務の調整担当                                                                     | 山本幸三         |          |
| 第3次安倍第2次改造 | 情報通信技術（IT）による産業・社会構造の変革を円滑に推進するため企画立案及び行政各部の所管する事務の調整担当                                                                       | 鶴保庸介         |          |
| 第3次安倍第2次改造 | 水循環に関する施策を集中的かつ総合的に推進するため企画立案及び行政各部の所管する事務の調整担当                                                                                     | 石井啓一         |          |
| 第3次安倍第2次改造 | 海洋及び領土問題に関する施策を集中的かつ総合的に推進するため企画立案及び行政各部の所管する事務の調整担当                                                                           | 松本純           | ※解      |
| 第3次安倍第2次改造 | 領土問題に関する施策を集中的かつ総合的に推進するため企画立案及び行政各部の所管する事務の調整担当                                                                                   | 松本純           | ※増      |
| 第3次安倍第2次改造 | 事前防災の観点から国土の強靭化を推進するため企画立案及び行政各部の所管する事務の調整担当                                                                                           | 松本純           |          |
| 第3次安倍第2次改造 | 経済の再生を政府一体となって推進するため企画立案及び行政各部の所管する事務の調整担当（経済再生担当大臣）                                                                           | 石原伸晃         |          |
| 第3次安倍第2次改造 | 社会保障及び税に関する改革を一体的に推進するため企画立案及び行政各部の所管する事務の調整担当                                                                                       | 石原伸晃         |          |
| 第3次安倍第2次改造 | 誰もが活躍できる「一億総活躍」の社会を創り上げるための施策を総合的に推進するため企画立案及び行政各部の所管する事務の調整担当（一億総活躍担当大臣）                                 | 加藤勝信         |          |
| 第3次安倍第2次改造 | 女性が活躍し全ての女性が輝く国づくりに関する施策を総合的に推進するため企画立案及び行政各部の所管する事務の調整担当                                                                 | 加藤勝信         |          |
| 第3次安倍第2次改造 | 北朝鮮による拉致問題の早期解決を図るため企画立案及び行政各部の所管する事務の調整担当（拉致問題担当大臣）                                                                           | 加藤勝信         |          |
| 第3次安倍第2次改造 | 再チャレンジ可能な社会を構築するための施策を総合的に推進するため企画立案及び行政各部の所管する事務の調整担当（再チャレンジ担当大臣）                                               | 加藤勝信         |          |
| 第3次安倍第2次改造 | デフレ脱却を推進するため企画立案及び行政各部の所管する事務の調整担当（デフレ脱却担当大臣）                                                                                         | 麻生太郎         |          |
| 第3次安倍第2次改造 | 東京電力福島原子力発電所事故からの再生の総括に関する施策を推進するため企画立案及び行政各部の所管する事務の調整担当                                                                 | 今村雅弘         | 辞任     |
| 第3次安倍第2次改造 | 東京電力福島原子力発電所事故からの再生の総括に関する施策を推進するため企画立案及び行政各部の所管する事務の調整担当                                                                 | 吉野正芳         | 後任     |
| 第3次安倍第2次改造 | 沖縄の基地負担の軽減するための施策を総合的に推進するため行政各部の所管する事務の調整担当                                                                                           | 菅義偉           |          |
| 第3次安倍第2次改造 | 教育の再生を推進するため企画立案及び行政各部の所管する事務の調整担当 | 松野博一         |          |
| 第3次安倍第2次改造 | 東京電力福島原子力発電所事故による経済被害への対応を政府一体となって円滑に推進するため企画立案及び行政各部の所管する事務の調整担当                                                 | 世耕弘成         |          |
| 第3次安倍第2次改造 | 成長産業を育成し産業競争力の強化に関する施策を推進するため企画立案及び行政各部の所管する事務の調整担当                                                                             | 世耕弘成         |          |
| 第3次安倍第2次改造 | 日露経済分野における協力プランを推進するため企画立案及び行政各部の所管する事務の調整担当                                                                                           | 世耕弘成         | ※増      |
| 第3次安倍第2次改造 | 2020年度に開催される東京オリンピック競技大会及びパラリンピック競技大会の円滑な準備及び運営に関する施策を総合的かつ集中的に推進するため企画立案及び行政各部の所管する事務の調整担当 | 丸川珠代         |          |
| 第3次安倍第3次改造 | 行政改革を推進するため企画立案及び行政各部の所管する事務の調整担当 | 梶山弘志         |          |
| 第3次安倍第3次改造 | 内閣官房が所掌する国家公務員制度及び行政組織に関する事務担当（国家公務員制度担当大臣）                                                                                             | 梶山弘志         |          |
| 第3次安倍第3次改造 | まち・ひと・しごと創生に関する施策を総合的かつ計画的に推進するため企画立案及び行政各部の所管する事務の調整担当                                                                     | 梶山弘志         |          |
| 第3次安倍第3次改造 | 水循環に関する施策を集中的かつ総合的に推進するため企画立案及び行政各部の所管する事務の調整担当                                                                                     | 石井啓一         |          |
| 第3次安倍第3次改造 | 海洋及び領土問題に関する施策を集中的かつ総合的に推進するため企画立案及び行政各部の所管する事務の調整担当                                                                           | 江﨑鐵磨         |          |
| 第3次安倍第3次改造 | 事前防災の観点から国土の強靭化を推進するため企画立案及び行政各部の所管する事務の調整担当                                                                                           | 小此木八郎       |          |
| 第3次安倍第3次改造 | 経済の再生を政府一体となって推進するため企画立案及び行政各部の所管する事務の調整担当（経済再生担当大臣）                                                                           | 茂木敏充         |          |
| 第3次安倍第3次改造 | 社会保障及び税に関する改革を一体的に推進するため企画立案及び行政各部の所管する事務の調整担当                                                                                       | 茂木敏充         |          |
| 第3次安倍第3次改造 | 人づくり革命を推進するため企画立案及び行政各部の所管する事務の調整担当 | 茂木敏充         |          |
| 第3次安倍第3次改造 | 誰もが活躍できる「一億総活躍」の社会を創り上げるための施策を総合的に推進するため企画立案及び行政各部の所管する事務の調整担当（一億総活躍担当大臣）                                 | 松山政司         |          |
| 第3次安倍第3次改造 | 情報通信技術（IT）による産業・社会構造の変革を円滑に推進するため企画立案及び行政各部の所管する事務の調整担当                                                                       | 松山政司         |          |
| 第3次安倍第3次改造 | 誰もが活躍できる社会を目指し多様な働き方を可能とする「働き方改革」を総合的に推進するため企画立案及び行政各部の所管する事務の調整担当                                               | 加藤勝信         |          |
| 第3次安倍第3次改造 | 北朝鮮による拉致問題の早期解決を図るため企画立案及び行政各部の所管する事務の調整担当（拉致問題担当大臣）                                                                           | 加藤勝信         |          |
| 第3次安倍第3次改造 | 女性が活躍し全ての女性が輝く国づくりに関する施策を総合的に推進するため企画立案及び行政各部の所管する事務の調整担当                                                                 | 野田聖子         |          |
| 第3次安倍第3次改造 | デフレ脱却を推進するため企画立案及び行政各部の所管する事務の調整担当（デフレ脱却担当大臣）                                                                                         | 麻生太郎         |          |
| 第3次安倍第3次改造 | 東京電力福島原子力発電所事故からの再生の総括に関する施策を推進するため企画立案及び行政各部の所管する事務の調整担当                                                                 | 吉野正芳         |          |
| 第3次安倍第3次改造 | 沖縄の基地負担の軽減するための施策を総合的に推進するため行政各部の所管する事務の調整担当                                                                                           | 菅義偉           |          |
| 第3次安倍第3次改造 | 教育の再生を推進するため企画立案及び行政各部の所管する事務の調整担当 | 林芳正           |          |
| 第3次安倍第3次改造 | 東京電力福島原子力発電所事故による経済被害への対応を政府一体となって円滑に推進するため企画立案及び行政各部の所管する事務の調整担当                                                 | 世耕弘成         |          |
| 第3次安倍第3次改造 | 成長産業を育成し産業競争力の強化に関する施策を推進するため企画立案及び行政各部の所管する事務の調整担当                                                                             | 世耕弘成         |          |
| 第3次安倍第3次改造 | 日露経済分野における協力プランを推進するため企画立案及び行政各部の所管する事務の調整担当                                                                                           | 世耕弘成         |          |
| 第3次安倍第3次改造 | 2020年度に開催される東京オリンピック競技大会及びパラリンピック競技大会の円滑な準備及び運営に関する施策を総合的かつ集中的に推進するため企画立案及び行政各部の所管する事務の調整担当 | 鈴木俊一         |          |
| 第4次安倍 | 行政改革を推進するため企画立案及び行政各部の所管する事務の調整担当 | 梶山弘志         |          |
| 第4次安倍 | 内閣官房が所掌する国家公務員制度及び行政組織に関する事務担当（国家公務員制度担当大臣）                                                                                             | 梶山弘志         |          |
| 第4次安倍 | まち・ひと・しごと創生に関する施策を総合的かつ計画的に推進するため企画立案及び行政各部の所管する事務の調整担当                                                                     | 梶山弘志         |          |
| 第4次安倍 | 情報通信技術（IT）による産業・社会構造の変革を円滑に推進するため企画立案及び行政各部の所管する事務の調整担当                                                                       | 松山政司         |          |
| 第4次安倍 | 誰もが活躍できる社会を目指し多様な働き方を可能とする「働き方改革」を総合的に推進するため企画立案及び行政各部の所管する事務の調整担当                                               | 松山政司         |          |
| 第4次安倍 | 誰もが活躍できる「一億総活躍」の社会を創り上げるための施策を総合的に推進するため企画立案及び行政各部の所管する事務の調整担当（一億総活躍担当大臣）                                 | 加藤勝信         |          |
| 第4次安倍 | 北朝鮮による拉致問題の早期解決を図るため企画立案及び行政各部の所管する事務の調整担当（拉致問題担当大臣）                                                                           | 加藤勝信         |          |
| 第4次安倍 | 社会保障及び税に関する改革を一体的に推進するため企画立案及び行政各部の所管する事務の調整担当                                                                                       | 茂木敏充         |          |
| 第4次安倍 | 経済の再生を政府一体となって推進するため企画立案及び行政各部の所管する事務の調整担当（経済再生担当大臣）                                                                           | 茂木敏充         |          |
| 第4次安倍 | 人生百年時代を見据えた経済社会の在り方を大胆に構想し「人づくり革命」を総合的に推進するため企画立案及び行政各部の所管する事務の調整担当                                             | 茂木敏充         |          |
| 第4次安倍 | 東京電力福島原子力発電所事故による経済被害への対応を政府一体となって円滑に推進するため企画立案及び行政各部の所管する事務の調整担当                                                 | 世耕弘成         |          |
| 第4次安倍 | 成長産業を育成し産業競争力の強化に関する施策を推進するため企画立案及び行政各部の所管する事務の調整担当                                                                             | 世耕弘成         |          |
| 第4次安倍 | 日露経済分野における協力プランを推進するため企画立案及び行政各部の所管する事務の調整担当                                                                                           | 世耕弘成         |          |
| 第4次安倍 | 教育の再生を推進するため企画立案及び行政各部の所管する事務の調整担当 | 林芳正           |          |
| 第4次安倍 | 事前防災の観点から国土の強靭化を推進するため企画立案及び行政各部の所管する事務の調整担当                                                                                           | 小此木八郎       |          |
| 第4次安倍 | 水循環に関する施策を集中的かつ総合的に推進するため企画立案及び行政各部の所管する事務の調整担当                                                                                     | 石井啓一         |          |
| 第4次安倍 | 領土問題に関する施策を集中的かつ総合的に推進するため企画立案及び行政各部の所管する事務の調整担当                                                                                   | 江﨑鐵磨         | 辞任     |
| 第4次安倍 | 領土問題に関する施策を集中的かつ総合的に推進するため企画立案及び行政各部の所管する事務の調整担当                                                                                   | 福井照           | 後任     |
| 第4次安倍 | 女性が活躍し全ての女性が輝く国づくりに関する施策を総合的に推進するため企画立案及び行政各部の所管する事務の調整担当                                                                 | 野田聖子         |          |
| 第4次安倍 | デフレ脱却を推進するため企画立案及び行政各部の所管する事務の調整担当（デフレ脱却担当大臣）                                                                                         | 麻生太郎         |          |
| 第4次安倍 | 東京電力福島原子力発電所事故からの再生の総括に関する施策を推進するため企画立案及び行政各部の所管する事務の調整担当                                                                 | 吉野正芳         |          |
| 第4次安倍 | 沖縄の基地負担の軽減するための施策を総合的に推進するため行政各部の所管する事務の調整担当                                                                                           | 菅義偉           |          |
| 第4次安倍 | 2020年度に開催される東京オリンピック競技大会及びパラリンピック競技大会の円滑な準備及び運営に関する施策を総合的かつ集中的に推進するため企画立案及び行政各部の所管する事務の調整担当 | 鈴木俊一         |          |
| 第4次安倍第1次改造 | 行政改革を推進するため企画立案及び行政各部の所管する事務の調整担当 | 宮腰光寛         |          |
| 第4次安倍第1次改造 | 内閣官房が所掌する国家公務員制度及び行政組織に関する事務担当（国家公務員制度担当大臣）                                                                                             | 宮腰光寛         |          |
| 第4次安倍第1次改造 | 誰もが活躍できる「一億総活躍」の社会を創り上げるための施策を総合的に推進するため企画立案及び行政各部の所管する事務の調整担当（一億総活躍担当大臣）                                 | 宮腰光寛         |          |
| 第4次安倍第1次改造 | 領土問題に関する施策を集中的かつ総合的に推進するため企画立案及び行政各部の所管する事務の調整担当                                                                                   | 宮腰光寛         |          |
| 第4次安倍第1次改造 | 水循環に関する施策を集中的かつ総合的に推進するため企画立案及び行政各部の所管する事務の調整担当                                                                                     | 石井啓一         |          |
| 第4次安倍第1次改造 | 事前防災の観点から国土の強靭化を推進するため企画立案及び行政各部の所管する事務の調整担当                                                                                           | 山本順三         |          |
| 第4次安倍第1次改造 | 経済の再生を政府一体となって推進するため企画立案及び行政各部の所管する事務の調整担当（経済再生担当大臣）                                                                           | 茂木敏充         |          |
| 第4次安倍第1次改造 | 社会保障及び税に関する改革を一体的に推進するため企画立案及び行政各部の所管する事務の調整担当                                                                                       | 茂木敏充         |          |
| 第4次安倍第1次改造 | 人生百年時代を見据えた経済社会の在り方を大胆に構想し「人づくり革命」を総合的に推進するため企画立案及び行政各部の所管する事務の調整担当                                             | 茂木敏充         |          |
| 第4次安倍第1次改造 | まち・ひと・しごと創生に関する施策を総合的かつ計画的に推進するため企画立案及び行政各部の所管する事務の調整担当                                                                     | 片山さつき       |          |
| 第4次安倍第1次改造 | 女性が活躍し全ての女性が輝く国づくりに関する施策を総合的に推進するため企画立案及び行政各部の所管する事務の調整担当                                                                 | 片山さつき       |          |
| 第4次安倍第1次改造 | 情報通信技術（IT）による産業・社会構造の変革を円滑に推進するため企画立案及び行政各部の所管する事務の調整担当                                                                       | 平井卓也         |          |
| 第4次安倍第1次改造 | 誰もが活躍できる社会を目指し多様な働き方を可能とする「働き方改革」を総合的に推進するため企画立案及び行政各部の所管する事務の調整担当                                               | 根本匠           |          |
| 第4次安倍第1次改造 | デフレ脱却を推進するため企画立案及び行政各部の所管する事務の調整担当（デフレ脱却担当大臣）                                                                                         | 麻生太郎         |          |
| 第4次安倍第1次改造 | 東京電力福島原子力発電所事故からの再生の総括に関する施策を推進するため企画立案及び行政各部の所管する事務の調整担当                                                                 | 渡辺博道         |          |
| 第4次安倍第1次改造 | 沖縄の基地負担の軽減するための施策を総合的に推進するため行政各部の所管する事務の調整担当                                                                                           | 菅義偉           |          |
| 第4次安倍第1次改造 | 北朝鮮による拉致問題の早期解決を図るため企画立案及び行政各部の所管する事務の調整担当（拉致問題担当大臣）                                                                           | 菅義偉           |          |
| 第4次安倍第1次改造 | 教育の再生を推進するため企画立案及び行政各部の所管する事務の調整担当 | 柴山昌彦         |          |
| 第4次安倍第1次改造 | 東京電力福島原子力発電所事故による経済被害への対応を政府一体となって円滑に推進するため企画立案及び行政各部の所管する事務の調整担当                                                 | 世耕弘成         |          |
| 第4次安倍第1次改造 | 成長産業を育成し産業競争力の強化に関する施策を推進するため企画立案及び行政各部の所管する事務の調整担当                                                                             | 世耕弘成         |          |
| 第4次安倍第1次改造 | 2025年に大阪府において開催する国際博覧会の円滑な準備及び運営に資するため行政各部の所管する事務の調整担当                                                                           | 世耕弘成         |          |
| 第4次安倍第1次改造 | 日露経済分野における協力プランを推進するため企画立案及び行政各部の所管する事務の調整担当                                                                                           | 世耕弘成         |          |
| 第4次安倍第1次改造 | 2020年度に開催される東京オリンピック競技大会及びパラリンピック競技大会の円滑な準備及び運営に関する施策を総合的かつ集中的に推進するため企画立案及び行政各部の所管する事務の調整担当 | 櫻田義孝         | 辞任     |
| 第4次安倍第1次改造 | 2020年度に開催される東京オリンピック競技大会及びパラリンピック競技大会の円滑な準備及び運営に関する施策を総合的かつ集中的に推進するため企画立案及び行政各部の所管する事務の調整担当 | 鈴木俊一         | 後任     |
| 第4次安倍第2次改造 | |                  |          |
| 行政改革を推進するため企画立案及び行政各部の所管する事務の調整担当 | 武田良太 |                  |          |
| 内閣官房が所掌する国家公務員制度及び行政組織に関する事務担当（国家公務員制度担当大臣）                                                                                              | 武田良太 |                  |          |
| 事前防災の観点から国土の強靭化を推進するため企画立案及び行政各部の所管する事務の調整担当                                                                                            | 武田良太 |                  |          |
| 北朝鮮による拉致問題の早期解決を図るため企画立案及び行政各部の所管する事務の調整担当（拉致問題担当大臣）                                                                            | 菅義偉 |                  |          |
| 沖縄の基地負担を軽減するための施策を総合的に推進するため行政各部の所管する事務の調整担当                                                                                            | 菅義偉 |                  |          |
| 情報通信技術（IT）による産業・社会構造の変革を円滑に推進するため企画立案及び行政各部の所管する事務の調整担当                                                                        | 竹本直一 |                  |          |
| 東京電力福島原子力発電所事故による経済被害への対応を政府一体となって円滑に推進するため企画立案及び行政各部の所管する事務の調整担当                                                  | 菅原一秀 | 辞任             |          |
| 成長産業を育成し産業競争力の強化に関する施策を推進するため企画立案及び行政各部の所管する事務の調整担当                                                                              | 菅原一秀 | 辞任             |          |
| 2025年に大阪府において開催する国際博覧会の円滑な準備及び運営に資するため行政各部の所管する事務の調整担当                                                                            | 菅原一秀 | 辞任             |          |
| 日露経済分野における協力プランを推進するため企画立案及び行政各部の所管する事務の調整担当                                                                                            | 菅原一秀 | 辞任             |          |
| （直近上記4つの担当） | 梶山弘志 | 後任             |          |
| 教育の再生を推進するため企画立案及び行政各部の所管する事務の調整担当 | 萩生田光一 |                  |          |
| 経済の再生を政府一体となって推進するため企画立案及び行政各部の所管する事務の調整担当（経済再生担当大臣）                                                                            | 西村康稔 |                  |          |
| 全ての世代が安心できる社会保障制度への改革を総合的に推進するため企画立案及び行政各部の所管する事務の調整担当                                                                        | 西村康稔 |                  |          |
| デフレ脱却を推進するため企画立案及び行政各部の所管する事務の調整担当（デフレ脱却担当大臣）                                                                                          | 麻生太郎 |                  |          |
| 水循環に関する施策を集中的かつ総合的に推進するため企画立案及び行政各部の所管する事務の調整担当                                                                                      | 赤羽一嘉 |                  |          |
| 女性が活躍し全ての女性が輝く国づくりに関する施策を総合的に推進するため企画立案及び行政各部の所管する事務の調整担当                                                                  | 橋本聖子 |                  |          |
| 平成32年に開催される東京オリンピック競技大会及びパラリンピック競技大会の円滑な準備及び運営に関する施策を総合的かつ集中的に推進するため企画立案及び行政各部の所管する事務の調整担当  | 橋本聖子 |                  |          |
| 誰もが活躍できる「一億総活躍」の社会を創り上げるための施策を総合的に推進するため企画立案及び行政各部の所管する事務の調整担当（一億総活躍担当大臣）                                  | 衛藤晟一 |                  |          |
| 領土問題に関する施策を集中的かつ総合的に推進するため企画立案及び行政各部の所管する事務の調整担当                                                                                    | 衛藤晟一 |                  |          |
| まち・ひと・しごと創生に関する施策を総合的かつ計画的に推進するため企画立案及び行政各部の所管する事務の調整担当                                                                      | 北村誠吾 |                  |          |
| 誰もが活躍できる社会を目指し多様な働き方を可能とする「働き方改革」を総合的に推進するため企画立案及び行政各部の所管する事務の調整担当                                                | 加藤勝信 |                  |          |
| 東京電力福島原子力発電所事故からの再生の総括に関する施策を推進するため企画立案及び行政各部の所管する事務の調整担当                                                                  | 田中和德 |                  |          |
| 菅義偉 | |                  |          |
| 行政改革を推進するため企画立案及び行政各部の所管する事務の調整担当 | 河野太郎 |                  |          |
| 内閣官房が所掌する国家公務員制度及び行政組織に関する事務担当（国家公務員制度担当大臣）                                                                                              | 河野太郎 |                  |          |
| 情報通信技術（IT）による産業・社会構造の変革を円滑に推進するため企画立案及び行政各部の所管する事務の調整担当                                                                        | 平井卓也 | ※解              |          |
| 行政のデジタル改革を総合的に推進するため企画立案及び行政各部の所管する事務の調整担当                                                                                                | 平井卓也 | ※解              |          |
| 北朝鮮による拉致問題の早期解決を図るため企画立案及び行政各部の所管する事務の調整担当（拉致問題担当大臣）                                                                            | 加藤勝信 |                  |          |
| 沖縄の基地負担の軽減するための施策を総合的に推進するため行政各部の所管する事務の調整担当                                                                                            | 加藤勝信 |                  |          |
| 東京電力福島原子力発電所事故による経済被害への対応を政府一体となって円滑に推進するため企画立案及び行政各部の所管する事務の調整担当                                                  | 梶山弘志 |                  |          |
| 成長産業を育成し産業競争力の強化に関する施策を推進するため企画立案及び行政各部の所管する事務の調整担当                                                                              | 梶山弘志 |                  |          |
| 日露経済分野における協力プランを推進するため企画立案及び行政各部の所管する事務の調整担当                                                                                            | 梶山弘志 |                  |          |
| 教育の再生を推進するため企画立案及び行政各部の所管する事務の調整担当 | 萩生田光一 |                  |          |
| 経済の再生を政府一体となって推進するため企画立案及び行政各部の所管する事務の調整担当（経済再生担当大臣）                                                                            | 西村康稔 |                  |          |
| 全ての世代が安心できる社会保障制度への改革を総合的に推進するため企画立案及び行政各部の所管する事務の調整担当                                                                        | 西村康稔 |                  |          |
| 事前防災の観点から国土の強靭化を推進するため企画立案及び行政各部の所管する事務の調整担当                                                                                            | 小此木八郎 | 辞任             |          |
| 領土問題に関する施策を集中的かつ総合的に推進するため企画立案及び行政各部の所管する事務の調整担当                                                                                    | 小此木八郎 | 辞任             |          |
| （直近上記2つの担当） | 棚橋泰文 | 後任             |          |
| デフレ脱却を推進するため企画立案及び行政各部の所管する事務の調整担当（デフレ脱却担当大臣）                                                                                          | 麻生太郎 |                  |          |
| 東京電力福島原子力発電所事故からの再生の総括に関する施策を推進するため企画立案及び行政各部の所管する事務の調整担当                                                                  | 平沢勝栄 |                  |          |
| 水循環に関する施策を集中的かつ総合的に推進するため企画立案及び行政各部の所管する事務の調整担当                                                                                      | 赤羽一嘉 |                  |          |
| 女性が活躍し全ての女性が輝く国づくりに関する施策を総合的に推進するため企画立案及び行政各部の所管する事務の調整担当                                                                  | 橋本聖子 | 辞任             |          |
| 2020年度に開催される東京オリンピック競技大会及びパラリンピック競技大会の円滑な準備及び運営に関する施策を総合的かつ集中的に推進するため企画立案及び行政各部の所管する事務の調整担当  | 橋本聖子 | 辞任             |          |
| （直近上記2つの担当） | 丸川珠代 | 後任             |          |
| 誰もが活躍できる「一億総活躍」の社会を創り上げるための施策を総合的に推進するため企画立案及び行政各部の所管する事務の調整担当（一億総活躍担当大臣）                                  | 坂本哲志 |                  |          |
| まち・ひと・しごと創生に関する施策を総合的かつ計画的に推進するため企画立案及び行政各部の所管する事務の調整担当                                                                      | 坂本哲志 |                  |          |
| 誰もが活躍できる社会を目指し多様な働き方を可能とする「働き方改革」を総合的に推進するため企画立案及び行政各部の所管する事務の調整担当                                                | 田村憲久 |                  |          |
| 2025年に大阪府において開催する国際博覧会の円滑な準備及び運営に資するため行政各部の所管する事務の調整担当                                                                            | 井上信治 |                  |          |
| 第1次岸田 | |                  |          |
| 行政改革を推進するため企画立案及び行政各部の所管する事務の調整担当 | 牧島かれん |                  |          |
| 北朝鮮による拉致問題の早期解決を図るため企画立案及び行政各部の所管する事務の調整担当（拉致問題担当大臣）                                                                            | 松野博一 |                  |          |
| 沖縄の基地負担を軽減するための施策を総合的に推進するため行政各部の所管する事務の調整担当                                                                                            | 松野博一 |                  |          |
| 東京電力福島原子力発電所事故による経済被害への対応を政府一体となって円滑に推進するため企画立案及び行政各部の所管する事務の調整担当                                                  | 萩生田光一 |                  |          |
| 成長産業を育成し産業競争力の強化に関する施策を推進するため企画立案及び行政各部の所管する事務の調整担当                                                                              | 萩生田光一 |                  |          |
| 日露経済分野における協力プランを推進するため行政各部の所管する事務の調整担当 | 萩生田光一 |                  |          |
| 教育の再生を推進するため企画立案及び行政各部の所管する事務の調整担当 | 末松信介 |                  |          |
| 経済の再生を政府一体となって推進するため企画立案及び行政各部の所管する事務の調整担当（経済再生担当大臣）                                                                            | 山際大志郎 |                  |          |
| 全ての世代が安心できる社会保障制度への改革を総合的に推進するため企画立案及び行政各部の所管する事務の調整担当                                                                        | 山際大志郎 |                  |          |
| 成長と分配の好循環による新たな資本主義の構築に向けた施策を総合的に推進するため企画立案及び行政各部の所管する事務の調整担当                                                          | 山際大志郎 |                  |          |
| 新型コロナウイルス感染症対策及び公衆衛生上の危機管理に関する施策を総合的に推進するために企画立案及び行政各部の所管する事務の調整担当                                                | 山際大志郎 |                  |          |
| 事前防災の観点から国土の強靭化を推進するため企画立案及び行政各部の所管する事務の調整担当（国土強靭化担当大臣）                                                                      | 二之湯智 |                  |          |
| 内閣官房が所掌する国家公務員制度及び行政組織に関する事務担当（国家公務員制度担当大臣）                                                                                              | 二之湯智 |                  |          |
| 領土問題に関する施策を集中的かつ総合的に推進するため企画立案及び行政各部の所管する事務の調整担当                                                                                    | 二之湯智 |                  |          |
| デフレ脱却を推進するため企画立案及び行政各部の所管する事務の調整担当（デフレ脱却担当大臣）                                                                                          | 鈴木俊一 |                  |          |
| 東京電力福島原子力発電所事故からの再生の総括に関する施策を推進するため企画立案及び行政各部の所管する事務の調整担当                                                                  | 西銘恒三郎 |                  |          |
| 水循環に関する施策を集中的かつ総合的に推進するため企画立案及び行政各部の所管する事務の調整担当                                                                                      | 斉藤鉄夫 |                  |          |
| 女性が活躍し全ての女性が輝く国づくりに関する施策を総合的に推進するため企画立案及び行政各部の所管する事務の調整担当（女性活躍担当大臣）                                              | 野田聖子 |                  |          |
| 孤独・孤立対策を総合的に推進するため企画立案及び行政各部の所管する事務の調整担当 | 野田聖子 |                  |          |
| こどもを中心に据えた施策を総合的に推進するため企画立案及び行政各部の所管する事務の調整担当                                                                                          | 野田聖子 |                  |          |
| 令和3年に開催された東京オリンピック競技大会及びパラリンピック競技大会の総括及び大会レガシーに関する施策を総合的かつ集中的に推進するため企画立案及び行政各部の所管する事務の調整担当 | 堀内詔子 |                  |          |
| 新型コロナウイルス感染症のワクチン接種を円滑に推進するために企画立案及び行政各部の所管する事務の調整担当                                                                            | 堀内詔子 |                  |          |
| まち・ひと・しごと創生に関する施策を総合的かつ計画的に推進するため企画立案及び行政各部の所管する事務の調整担当                                                                      | 若宮健嗣 |                  |          |
| 2025年に大阪府において開催する国際博覧会の円滑な準備及び運営に資するため行政各部の所管する事務の調整担当（万博担当大臣）                                                            | 若宮健嗣 |                  |          |
| 全ての人の個性と多様性が尊重される社会の実現に向けた施策を総合的に推進するため企画立案及び行政各部の所管する事務の調整担当（共生社会担当大臣）                                      | 若宮健嗣 |                  |          |
| 我が国の経済成長の基盤を守るための経済安全保障に関する施策を総合的に推進するため企画立案及び行政各部の所管する事務の調整担当（経済安全保障担当大臣）                                | 小林鷹之 |                  |          |
| 第2次岸田 | |                  |          |
| 行政改革を推進するため企画立案及び行政各部の所管する事務の調整担当 | 牧島かれん |                  |          |
| 北朝鮮による拉致問題の早期解決を図るため企画立案及び行政各部の所管する事務の調整担当（拉致問題担当大臣）                                                                            | 松野博一 |                  |          |
| 沖縄の基地負担を軽減するための施策を総合的に推進するため行政各部の所管する事務の調整担当                                                                                            | 松野博一 |                  |          |
| 東京電力福島原子力発電所事故による経済被害への対応を政府一体となって円滑に推進するため企画立案及び行政各部の所管する事務の調整担当                                                  | 萩生田光一 |                  |          |
| 成長産業を育成し産業競争力の強化に関する施策を推進するため企画立案及び行政各部の所管する事務の調整担当                                                                              | 萩生田光一 |                  |          |
| 日露経済分野における協力プランを推進するため行政各部の所管する事務の調整担当 | 萩生田光一 |                  |          |
| 教育の再生を推進するため企画立案及び行政各部の所管する事務の調整担当 | 末松信介 |                  |          |
| 経済の再生を政府一体となって推進するため企画立案及び行政各部の所管する事務の調整担当（経済再生担当大臣）                                                                            | 山際大志郎 |                  |          |
| 全ての世代が安心できる社会保障制度への改革を総合的に推進するため企画立案及び行政各部の所管する事務の調整担当                                                                        | 山際大志郎 |                  |          |
| 成長と分配の好循環による新たな資本主義の構築に向けた施策を総合的に推進するため企画立案及び行政各部の所管する事務の調整担当                                                          | 山際大志郎 |                  |          |
| 新型コロナウイルス感染症対策及び公衆衛生上の危機管理に関する施策を総合的に推進するために企画立案及び行政各部の所管する事務の調整担当                                                | 山際大志郎 |                  |          |
| スタートアップに関する施策を総合的に推進するために企画立案及び行政各部の所管する事務の調整担当                                                                                      | 山際大志郎 |                  |          |
| 事前防災の観点から国土の強靭化を推進するため企画立案及び行政各部の所管する事務の調整担当（国土強靭化担当大臣）                                                                      | 二之湯智 |                  |          |
| 内閣官房が所掌する国家公務員制度及び行政組織に関する事務担当（国家公務員制度担当大臣）                                                                                              | 二之湯智 |                  |          |
| 領土問題に関する施策を集中的かつ総合的に推進するため企画立案及び行政各部の所管する事務の調整担当                                                                                    | 二之湯智 |                  |          |
| デフレ脱却を推進するため企画立案及び行政各部の所管する事務の調整担当（デフレ脱却担当大臣）                                                                                          | 鈴木俊一 |                  |          |
| 東京電力福島原子力発電所事故からの再生の総括に関する施策を推進するため企画立案及び行政各部の所管する事務の調整担当                                                                  | 西銘恒三郎 |                  |          |
| 水循環に関する施策を集中的かつ総合的に推進するため企画立案及び行政各部の所管する事務の調整担当                                                                                      | 斉藤鉄夫 |                  |          |
| 女性が活躍し全ての女性が輝く国づくりに関する施策を総合的に推進するため企画立案及び行政各部の所管する事務の調整担当（女性活躍担当大臣）                                              | 野田聖子 |                  |          |
| 孤独・孤立対策を総合的に推進するため企画立案及び行政各部の所管する事務の調整担当 | 野田聖子 |                  |          |
| こどもを中心に据えた施策を総合的に推進するため企画立案及び行政各部の所管する事務の調整担当                                                                                          | 野田聖子 |                  |          |
| 令和3年に開催された東京オリンピック競技大会及びパラリンピック競技大会の総括及び大会レガシーに関する施策を総合的かつ集中的に推進するため企画立案及び行政各部の所管する事務の調整担当 | 堀内詔子 | 辞任             |          |
| 新型コロナウイルス感染症のワクチン接種を円滑に推進するために企画立案及び行政各部の所管する事務の調整担当                                                                            | 堀内詔子 | 辞任             |          |
| 令和3年に開催された東京オリンピック競技大会及びパラリンピック競技大会の総括及び大会レガシーに関する施策を総合的かつ集中的に推進するため企画立案及び行政各部の所管する事務の調整担当 | 末松信介 | 後任             |          |
| 新型コロナウイルス感染症のワクチン接種を円滑に推進するために企画立案及び行政各部の所管する事務の調整担当                                                                            | 松野博一 | 後任             |          |
| まち・ひと・しごと創生に関する施策を総合的かつ計画的に推進するため企画立案及び行政各部の所管する事務の調整担当                                                                      | 若宮健嗣 |                  |          |
| 2025年に大阪府において開催する国際博覧会の円滑な準備及び運営に資するため行政各部の所管する事務の調整担当（万博担当大臣）                                                            | 若宮健嗣 |                  |          |
| 全ての人の個性と多様性が尊重される社会の実現に向けた施策を総合的に推進するため企画立案及び行政各部の所管する事務の調整担当（共生社会担当大臣）                                      | 若宮健嗣 |                  |          |
| 世界とつながる「デジタル田園都市国家構想」の具体化に向けた施策を総合的に推進するため企画立案及び行政各部の所管する事務の調整担当（デジタル田園都市国家構想担当大臣）                | 若宮健嗣 |                  |          |
| 我が国の経済成長の基盤を守るための経済安全保障に関する施策を総合的に推進するため企画立案及び行政各部の所管する事務の調整担当（経済安全保障担当大臣）                                | 小林鷹之 |                  |          |
| 第2次岸田第1次改造 | |                  |          |
| デフレ脱却を推進するため企画立案及び行政各部の所管する事務の調整担当 | 鈴木俊一 |                  |          |
| 教育未来創造に関する施策を総合的に推進するため企画立案及び行政各部の所管する事務の調整担当                                                                                          | 永岡桂子 |                  |          |
| 東京電力福島原子力発電所事故による経済被害への対応を政府一体となって円滑に推進するため企画立案及び行政各部の所管する事務の調整担当                                                  | 西村康稔 |                  |          |
| GX(グリーントランスフォーメーション)に関する施策を総合的に推進するため企画立案及び行政各部の所管する事務の調整担当                                                                  | 西村康稔 |                  |          |
| 成長産業を育成し産業競争力の強化に関する施策を推進するため企画立案及び行政各部の所管する事務の調整担当                                                                              | 西村康稔 |                  |          |
| 日露経済分野における協力プランを推進するため行政各部の所管する事務の調整担当 | 西村康稔 |                  |          |
| 水循環に関する施策を集中的かつ総合的に推進するため企画立案及び行政各部の所管する事務の調整担当                                                                                      | 斉藤鉄夫 |                  |          |
| 2027年に神奈川県において開催する国際園芸博覧会の円滑な準備及び運営に資するため行政各部の所管する事務の調整担当                                                                      | 斉藤鉄夫 |                  |          |
| 沖縄の基地負担を軽減するための施策を総合的に推進するため行政各部の所管する事務の調整担当                                                                                            | 松野博一 |                  |          |
| 北朝鮮による拉致問題の早期解決を図るため企画立案及び行政各部の所管する事務の調整担当                                                                                                | 松野博一 |                  |          |
| 新型コロナウイルス感染症のワクチン接種を円滑に推進するために企画立案及び行政各部の所管する事務の調整担当                                                                            | 松野博一 |                  |          |
| 内閣官房が所掌する国家公務員制度及び行政組織に関する事務担当 | 河野太郎 |                  |          |
| 東京電力福島原子力発電所事故からの再生の総括に関する施策を推進するため企画立案及び行政各部の所管する事務の調整担当                                                                  | 秋葉賢也 | 辞任             |          |
| 東京電力福島原子力発電所事故からの再生の総括に関する施策を推進するため企画立案及び行政各部の所管する事務の調整担当                                                                  | 渡辺博道 | 後任             |          |
| 事前防災の観点から国土の強靭化を推進するため企画立案及び行政各部の所管する事務の調整担当                                                                                            | 谷公一 |                  |          |
| 領土問題に関する施策を集中的かつ総合的に推進するため企画立案及び行政各部の所管する事務の調整担当                                                                                    | 谷公一 |                  |          |
| こどもを中心に据えた施策を総合的に推進するため企画立案及び行政各部の所管する事務の調整担当                                                                                          | 小倉將信 |                  |          |
| 全ての人の個性と多様性が尊重される社会の実現に向けた施策を総合的に推進するため企画立案及び行政各部の所管する事務の調整担当                                                          | 小倉將信 |                  |          |
| 女性が活躍し全ての女性が輝く国づくりに関する施策を総合的に推進するため企画立案及び行政各部の所管する事務の調整担当                                                                  | 小倉將信 |                  |          |
| 孤独・孤立対策を総合的に推進するため企画立案及び行政各部の所管する事務の調整担当 | 小倉將信 |                  |          |
| 経済の再生を政府一体となって推進するため企画立案及び行政各部の所管する事務の調整担当                                                                                                | 山際大志郎 | 辞任             |          |
| 成長と分配の好循環による新たな資本主義の構築に向けた施策を総合的に推進するため企画立案及び行政各部の所管する事務の調整担当                                                          | 山際大志郎 | 辞任             |          |
| スタートアップに関する施策を総合的に推進するために企画立案及び行政各部の所管する事務の調整担当                                                                                      | 山際大志郎 | 辞任             |          |
| 新型コロナウイルス感染症対策及び公衆衛生上の危機管理に関する施策を総合的に推進するために企画立案及び行政各部の所管する事務の調整担当                                                | 山際大志郎 | 辞任             |          |
| 全ての世代が安心できる社会保障制度への改革を総合的に推進するため企画立案及び行政各部の所管する事務の調整担当                                                                        | 山際大志郎 | 辞任             |          |
| （直近上記5つの担当） | 後藤茂之 | 後任             |          |
| 我が国の経済成長の基盤を守るための経済安全保障に関する施策を総合的に推進するため企画立案及び行政各部の所管する事務の調整担当                                                        | 高市早苗 |                  |          |
| 世界とつながる「デジタル田園都市国家構想」の具体化に向けた施策を総合的に推進するため企画立案及び行政各部の所管する事務の調整担当                                                    | 岡田直樹 |                  |          |
| 2025年に大阪府において開催する国際博覧会の円滑な準備及び運営に資するため行政各部の所管する事務の調整担当                                                                            | 岡田直樹 |                  |          |
| 行政改革を推進するため企画立案及び行政各部の所管する事務の調整担当 | 岡田直樹 |                  |          |
| 第2次岸田第2次改造 | |                  |          |
| デフレ脱却を推進するため企画立案及び行政各部の所管する事務の調整担当 | 鈴木俊一 |                  |          |
| 東京電力福島原子力発電所事故による経済被害への対応を政府一体となって円滑に推進するため企画立案及び行政各部の所管する事務の調整担当                                                  | 西村康稔 | 辞任             |          |
| GX(グリーントランスフォーメーション)に関する施策を総合的に推進するため企画立案及び行政各部の所管する事務の調整担当                                                                  | 西村康稔 | 辞任             |          |
| 成長産業を育成し産業競争力の強化に関する施策を推進するため企画立案及び行政各部の所管する事務の調整担当                                                                              | 西村康稔 | 辞任             |          |
| 日露経済分野における協力プランを推進するため行政各部の所管する事務の調整担当 | 西村康稔 | 辞任             |          |
| （直近上記4つの担当） | 齋藤健 | 後任             |          |
| 水循環に関する施策を集中的かつ総合的に推進するため企画立案及び行政各部の所管する事務の調整担当                                                                                      | 斉藤鉄夫 |                  |          |
| 2027年に神奈川県において開催する国際園芸博覧会の円滑な準備及び運営に資するため行政各部の所管する事務の調整担当                                                                      | 斉藤鉄夫 |                  |          |
| 沖縄の基地負担を軽減するための施策を総合的に推進するため行政各部の所管する事務の調整担当                                                                                            | 松野博一 | 辞任             |          |
| 北朝鮮による拉致問題の早期解決を図るため企画立案及び行政各部の所管する事務の調整担当                                                                                                | 松野博一 | 辞任             |          |
| （直近上記2つの担当） | 林芳正 | 後任             |          |
| 内閣官房が所掌する国家公務員制度及び行政組織に関する事務担当 | 河野太郎 |                  |          |
| 世界とつながる「デジタル田園都市国家構想」の具体化に向けた施策を総合的に推進するため企画立案及び行政各部の所管する事務の調整担当                                                    | 河野太郎 |                  |          |
| 行政改革を推進するため企画立案及び行政各部の所管する事務の調整担当 | 河野太郎 |                  |          |
| デジタル行財政改革を推進するため企画立案及び行政各部の所管する事務の調整担当 | 河野太郎 |                  |          |
| 東京電力福島原子力発電所事故からの再生の総括に関する施策を推進するため企画立案及び行政各部の所管する事務の調整担当                                                                  | 土屋品子 |                  |          |
| 事前防災の観点から国土の強靭化を推進するため企画立案及び行政各部の所管する事務の調整担当                                                                                            | 松村祥史 |                  |          |
| 領土問題に関する施策を集中的かつ総合的に推進するため企画立案及び行政各部の所管する事務の調整担当                                                                                    | 松村祥史 |                  |          |
| 全ての人の個性と多様性が尊重される社会の実現に向けた施策を総合的に推進するため企画立案及び行政各部の所管する事務の調整担当                                                          | 加藤鮎子 |                  |          |
| 女性が活躍し全ての女性が輝く国づくりに関する施策を総合的に推進するため企画立案及び行政各部の所管する事務の調整担当                                                                  | 加藤鮎子 |                  |          |
| 孤独・孤立対策を総合的に推進するため企画立案及び行政各部の所管する事務の調整担当 | 加藤鮎子 |                  |          |
| 経済の再生を政府一体となって推進するため企画立案及び行政各部の所管する事務の調整担当                                                                                                | 新藤義孝 |                  |          |
| 成長と分配の好循環による新たな資本主義の構築に向けた施策を総合的に推進するため企画立案及び行政各部の所管する事務の調整担当                                                          | 新藤義孝 |                  |          |
| スタートアップに関する施策を総合的に推進するために企画立案及び行政各部の所管する事務の調整担当                                                                                      | 新藤義孝 |                  |          |
| 感染症危機管理に関する施策を総合的に推進するために企画立案及び行政各部の所管する事務の調整担当                                                                                      | 新藤義孝 |                  |          |
| 全ての世代が安心できる社会保障制度への改革を総合的に推進するため企画立案及び行政各部の所管する事務の調整担当                                                                        | 新藤義孝 |                  |          |
| 我が国の経済成長の基盤を守るための経済安全保障に関する施策を総合的に推進するため企画立案及び行政各部の所管する事務の調整担当                                                        | 高市早苗 |                  |          |
| 2025年に大阪府において開催する国際博覧会の円滑な準備及び運営に資するため行政各部の所管する事務の調整担当                                                                            | 自見英子 |                  |          |
| 第1次石破内閣 | |                  |          |
| デフレ脱却を推進するため企画立案及び行政各部の所管する事務の調整担当 | 加藤勝信 |                  |          |
| 東京電力福島原子力発電所事故による経済被害への対応を政府一体となって円滑に推進するため企画立案及び行政各部の所管する事務の調整担当                                                  | 武藤容治 |                  |          |
| 成長産業を育成し産業競争力の強化に関する施策を推進するため企画立案及び行政各部の所管する事務の調整担当                                                                              | 武藤容治 |                  |          |
| GX(グリーントランスフォーメーション)に関する施策を総合的に推進するため企画立案及び行政各部の所管する事務の調整担当                                                                  | 武藤容治 |                  |          |
| 水循環に関する施策を集中的かつ総合的に推進するため企画立案及び行政各部の所管する事務の調整担当                                                                                      | 斉藤鉄夫 |                  |          |
| 2027年に神奈川県において開催する国際園芸博覧会の円滑な準備及び運営に資するため行政各部の所管する事務の調整担当                                                                      | 斉藤鉄夫 |                  |          |
| 沖縄の基地負担を軽減するための施策を総合的に推進するため行政各部の所管する事務の調整担当                                                                                            | 林芳正 |                  |          |
| 北朝鮮による拉致問題の早期解決を図るため企画立案及び行政各部の所管する事務の調整担当                                                                                                | 林芳正 |                  |          |
| 行政改革を推進するため企画立案及び行政各部の所管する事務の調整担当 | 平将明 |                  |          |
| 内閣官房が所掌する国家公務員制度及び行政組織に関する事務担当 | 平将明 |                  |          |
| サイバー安全保障に関する施策を総合的に推進するため企画立案及び行政各部の所管する事務の調整担当                                                                                      | 平将明 |                  |          |
| 東京電力福島原子力発電所事故からの再生の総括に関する施策を推進するため企画立案及び行政各部の所管する事務の調整担当                                                                  | 伊藤忠彦 |                  |          |
| 事前防災の観点から国土の強靭化を推進するため企画立案及び行政各部の所管する事務の調整担当                                                                                            | 坂井学 |                  |          |
| 領土問題に関する施策を集中的かつ総合的に推進するため企画立案及び行政各部の所管する事務の調整担当                                                                                    | 坂井学 |                  |          |
| 全ての人の個性と多様性が尊重される社会の実現に向けた施策を総合的に推進するため企画立案及び行政各部の所管する事務の調整担当                                                          | 三原じゅん子 |                  |          |
| 女性が活躍し全ての女性が輝く国づくりに関する施策を総合的に推進するため企画立案及び行政各部の所管する事務の調整担当                                                                  | 三原じゅん子 |                  |          |
| 経済の再生を政府一体となって推進するため企画立案及び行政各部の所管する事務の調整担当                                                                                                | 赤澤亮正 |                  |          |
| 全ての世代が安心できる社会保障制度への改革を総合的に推進するため企画立案及び行政各部の所管する事務の調整担当                                                                        | 赤澤亮正 |                  |          |
| 成長と分配の好循環による新たな資本主義の構築に向けた施策を総合的に推進するため企画立案及び行政各部の所管する事務の調整担当                                                          | 赤澤亮正 |                  |          |
| スタートアップに関する施策を総合的に推進するために企画立案及び行政各部の所管する事務の調整担当                                                                                      | 赤澤亮正 |                  |          |
| 感染症危機管理に関する施策を総合的に推進するために企画立案及び行政各部の所管する事務の調整担当                                                                                      | 赤澤亮正 |                  |          |
| 賃金向上に関する施策を総合的に推進するために企画立案及び行政各部の所管する事務の調整担当                                                                                            | 赤澤亮正 |                  |          |
| 防災庁設置向けた検討を推進するため行政各部の所管する事務の調整 | 赤澤亮正 |                  |          |
| 我が国の経済成長の基盤を守るための経済安全保障に関する施策を総合的に推進するため企画立案及び行政各部の所管する事務の調整担当                                                        | 城内実 |                  |          |
| 2025年に大阪府において開催する国際博覧会の円滑な準備及び運営に資するため行政各部の所管する事務の調整担当                                                                            | 伊東良孝 |                  |          |
| 新しい地方経済・生活環境創生に関する施策を総合的に推進するためするため企画立案及び行政各部の所管する事務の調整担当                                                                  | 伊東良孝 |                  |          |
| 第2次石破内閣 | |                  |          |
| デフレ脱却を推進するため企画立案及び行政各部の所管する事務の調整担当 | 加藤勝信 |                  |          |
| 東京電力福島原子力発電所事故による経済被害への対応を政府一体となって円滑に推進するため企画立案及び行政各部の所管する事務の調整担当                                                  | 武藤容治 |                  |          |
| 成長産業を育成し産業競争力の強化に関する施策を推進するため企画立案及び行政各部の所管する事務の調整担当                                                                              | 武藤容治 |                  |          |
| GX(グリーントランスフォーメーション)に関する施策を総合的に推進するため企画立案及び行政各部の所管する事務の調整担当                                                                  | 武藤容治 |                  |          |
| 水循環に関する施策を集中的かつ総合的に推進するため企画立案及び行政各部の所管する事務の調整担当                                                                                      | 中野洋昌 |                  |          |
| 2027年に神奈川県において開催する国際園芸博覧会の円滑な準備及び運営に資するため行政各部の所管する事務の調整担当                                                                      | 中野洋昌 |                  |          |
| 沖縄の基地負担を軽減するための施策を総合的に推進するため行政各部の所管する事務の調整担当                                                                                            | 林芳正 |                  |          |
| 北朝鮮による拉致問題の早期解決を図るため企画立案及び行政各部の所管する事務の調整担当                                                                                                | 林芳正 |                  |          |
| 行政改革を推進するため企画立案及び行政各部の所管する事務の調整担当 | 平将明 |                  |          |
| 内閣官房が所掌する国家公務員制度及び行政組織に関する事務担当 | 平将明 |                  |          |
| サイバー安全保障に関する施策を総合的に推進するため企画立案及び行政各部の所管する事務の調整担当                                                                                      | 平将明 |                  |          |
| 東京電力福島原子力発電所事故からの再生の総括に関する施策を推進するため企画立案及び行政各部の所管する事務の調整担当                                                                  | 伊藤忠彦 |                  |          |
| 事前防災の観点から国土の強靭化を推進するため企画立案及び行政各部の所管する事務の調整担当                                                                                            | 坂井学 |                  |          |
| 領土問題に関する施策を集中的かつ総合的に推進するため企画立案及び行政各部の所管する事務の調整担当                                                                                    | 坂井学 |                  |          |
| 全ての人の個性と多様性が尊重される社会の実現に向けた施策を総合的に推進するため企画立案及び行政各部の所管する事務の調整担当                                                          | 三原じゅん子 |                  |          |
| 女性が活躍し全ての女性が輝く国づくりに関する施策を総合的に推進するため企画立案及び行政各部の所管する事務の調整担当                                                                  | 三原じゅん子 |                  |          |
| 経済の再生を政府一体となって推進するため企画立案及び行政各部の所管する事務の調整担当                                                                                                | 赤澤亮正 |                  |          |
| 全ての世代が安心できる社会保障制度への改革を総合的に推進するため企画立案及び行政各部の所管する事務の調整担当                                                                        | 赤澤亮正 |                  |          |
| 成長と分配の好循環による新たな資本主義の構築に向けた施策を総合的に推進するため企画立案及び行政各部の所管する事務の調整担当                                                          | 赤澤亮正 |                  |          |
| スタートアップに関する施策を総合的に推進するために企画立案及び行政各部の所管する事務の調整担当                                                                                      | 赤澤亮正 |                  |          |
| 感染症危機管理に関する施策を総合的に推進するために企画立案及び行政各部の所管する事務の調整担当                                                                                      | 赤澤亮正 |                  |          |
| 賃金向上に関する施策を総合的に推進するために企画立案及び行政各部の所管する事務の調整担当                                                                                            | 赤澤亮正 |                  |          |
| 防災庁設置向けた検討を推進するため行政各部の所管する事務の調整 | 赤澤亮正 |                  |          |
| 我が国の経済成長の基盤を守るための経済安全保障に関する施策を総合的に推進するため企画立案及び行政各部の所管する事務の調整担当                                                        | 城内実 |                  |          |
| 2025年に大阪府において開催する国際博覧会の円滑な準備及び運営に資するため行政各部の所管する事務の調整担当                                                                            | 伊東良孝 |                  |          |
| 新しい地方経済・生活環境創生に関する施策を総合的に推進するためするため企画立案及び行政各部の所管する事務の調整担当                                                                  | 伊東良孝 |                  |          |